# Berufkräuter
Die Berufkräuter (Erigeron) bilden eine Pflanzengattung in der Familie der Korbblütler (Asteraceae). Die fast weltweit bis zu 400 Arten sind vorwiegend in den gemäßigten Gebieten der Nordhalbkugel (Holarktis) und vor allem in Nordamerika (173 Arten) verbreitet. In Mitteleuropa heimisch sind nur neun Arten.
Einige Sorten werden als Zierpflanzen verwendet. Sie bevorzugen zumeist geschützte, sandige Standorte.

## Namensherkunft
Der deutsche Trivialname Berufkraut leitet sich nicht von Beruf, sondern von berufen (auch beschreien oder beschreyen, für verhexen) ab. Traten Krankheiten auf, für deren Verursacher Zauberer und Hexen der Schwarzen Magie gehalten wurden, wurden Waschungen mit einem Sud von Erigeron und Heilkräutern durchgeführt bzw. die Krankheit wurde auf die Pflanzen durch einen Zauberspruch „übertragen“. Andere „Berufkräuter“ sind beispielsweise das Leinkraut (Linaria vulgaris), die Sumpf-Schafgarbe (Achillea ptarmica), der Aufrechte Ziest (Stachys recta), das Christophskraut (Actea spicata), das Kreuzkraut (Senecio vulgaris), der Wundklee (Anthyllis vulneraria) und der Rainfarn (Tanacetum vulgare) sowie Ysopblättriges Gliedkraut.

## Beschreibung

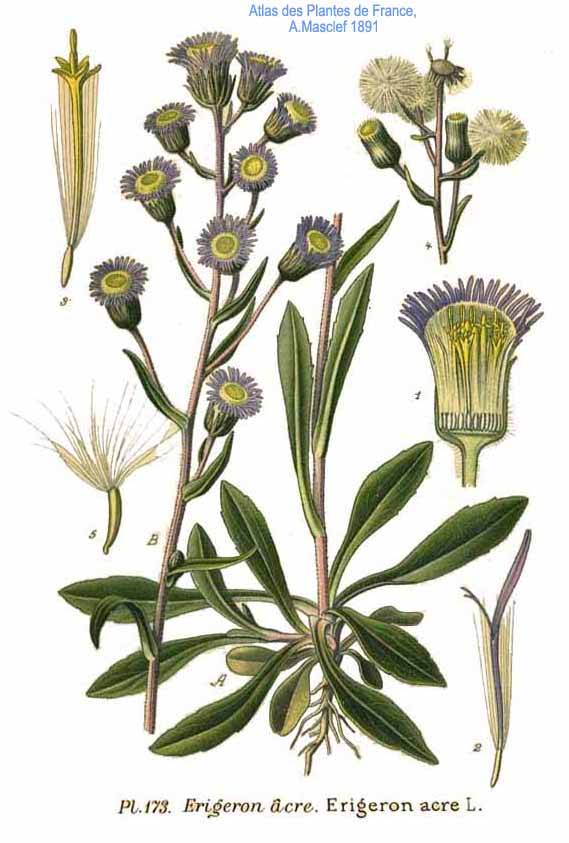
Illustration des Scharfen Berufkrautes (Erigeron acris)

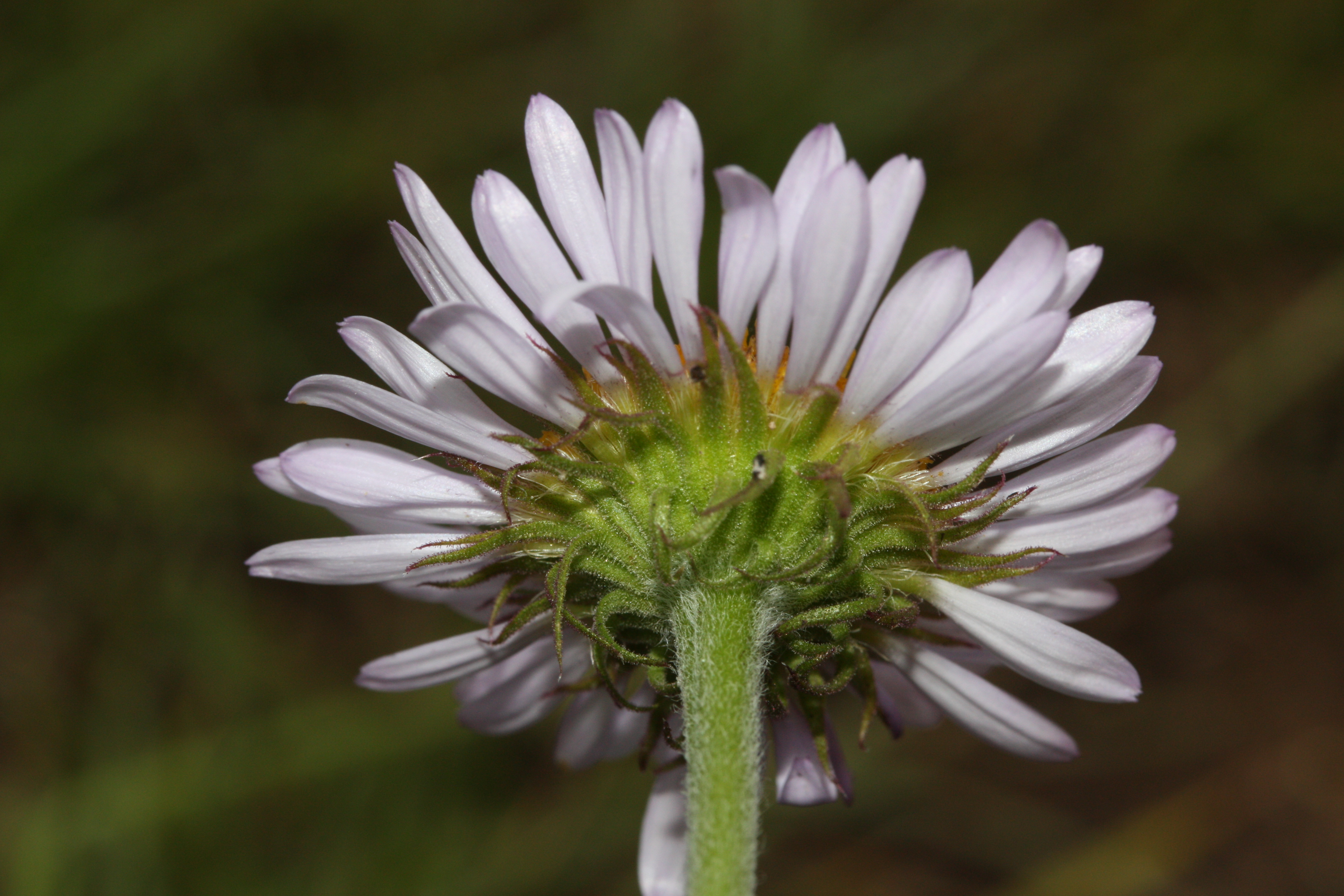
Blütenstand von Erigeron peregrinus von unten mit dem Hüllkelch (Involucrum) und seinem Hüllblättern

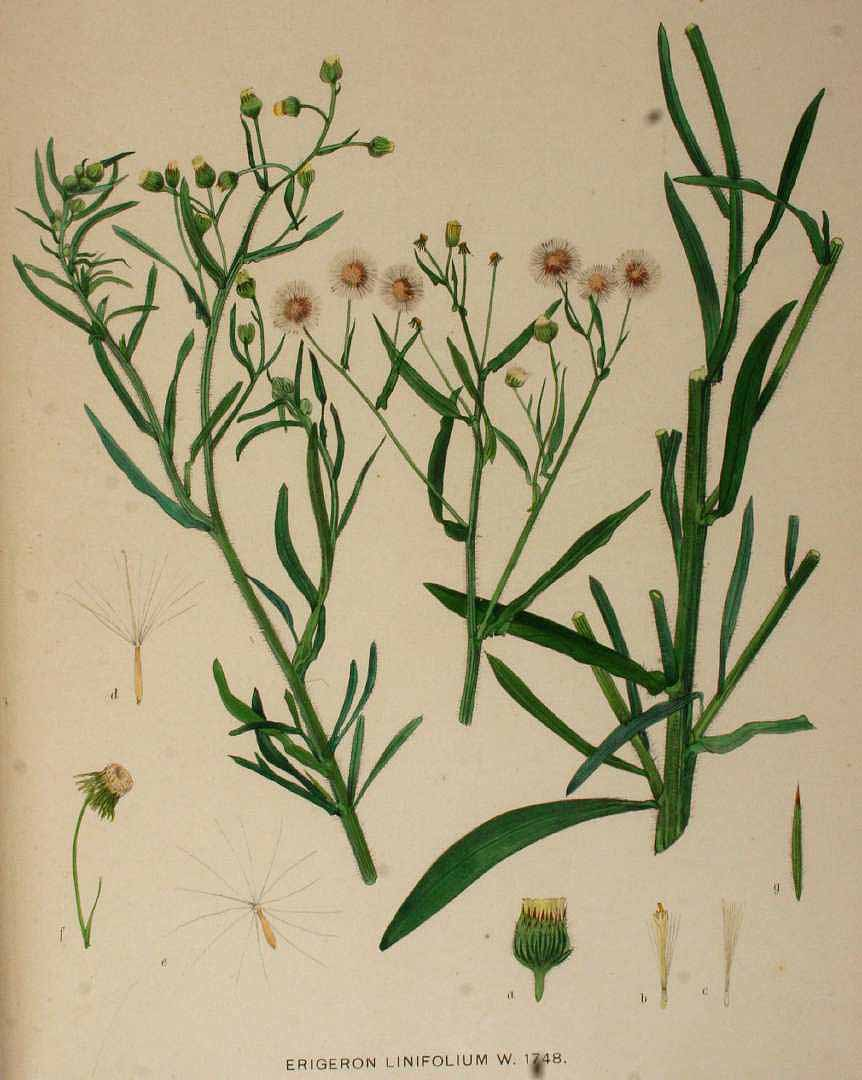
Illustration von Erigeron bonariensis

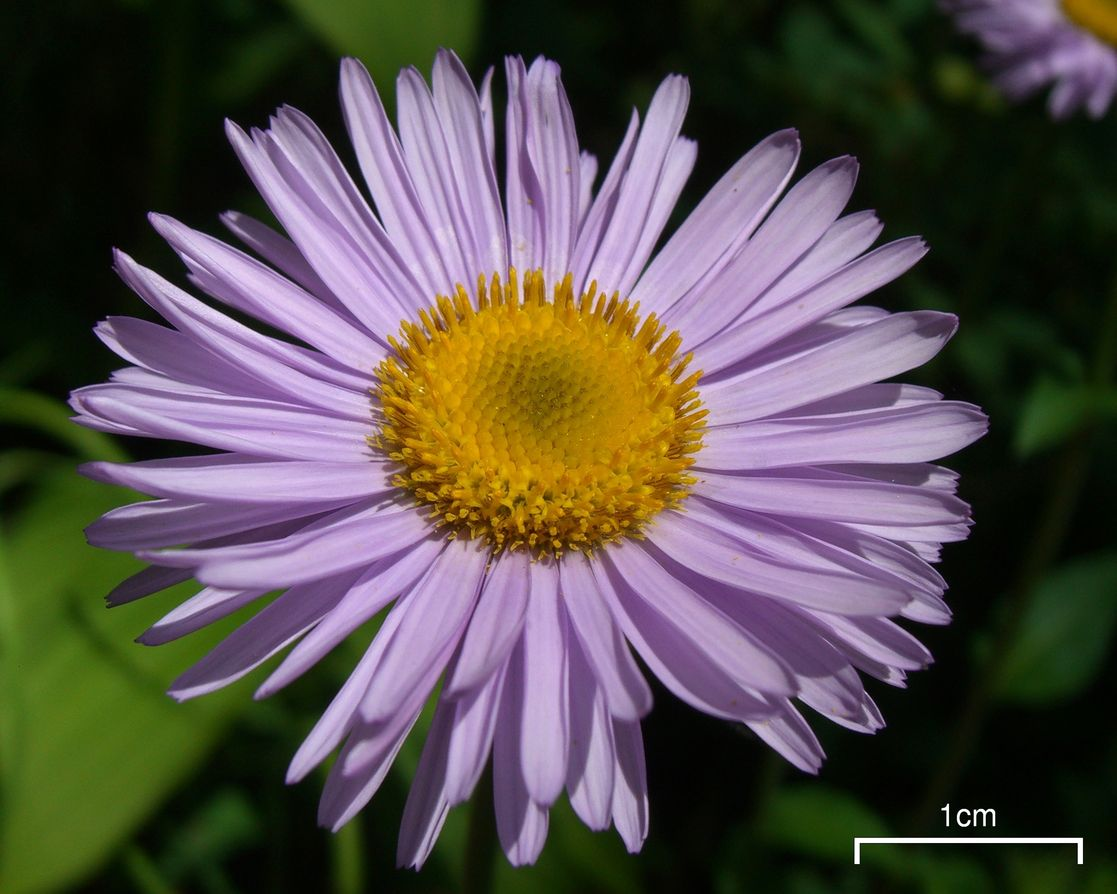
Blütenstand von Erigeron peregrinus von oben mit Strahlen- und gelben Scheibenblüten

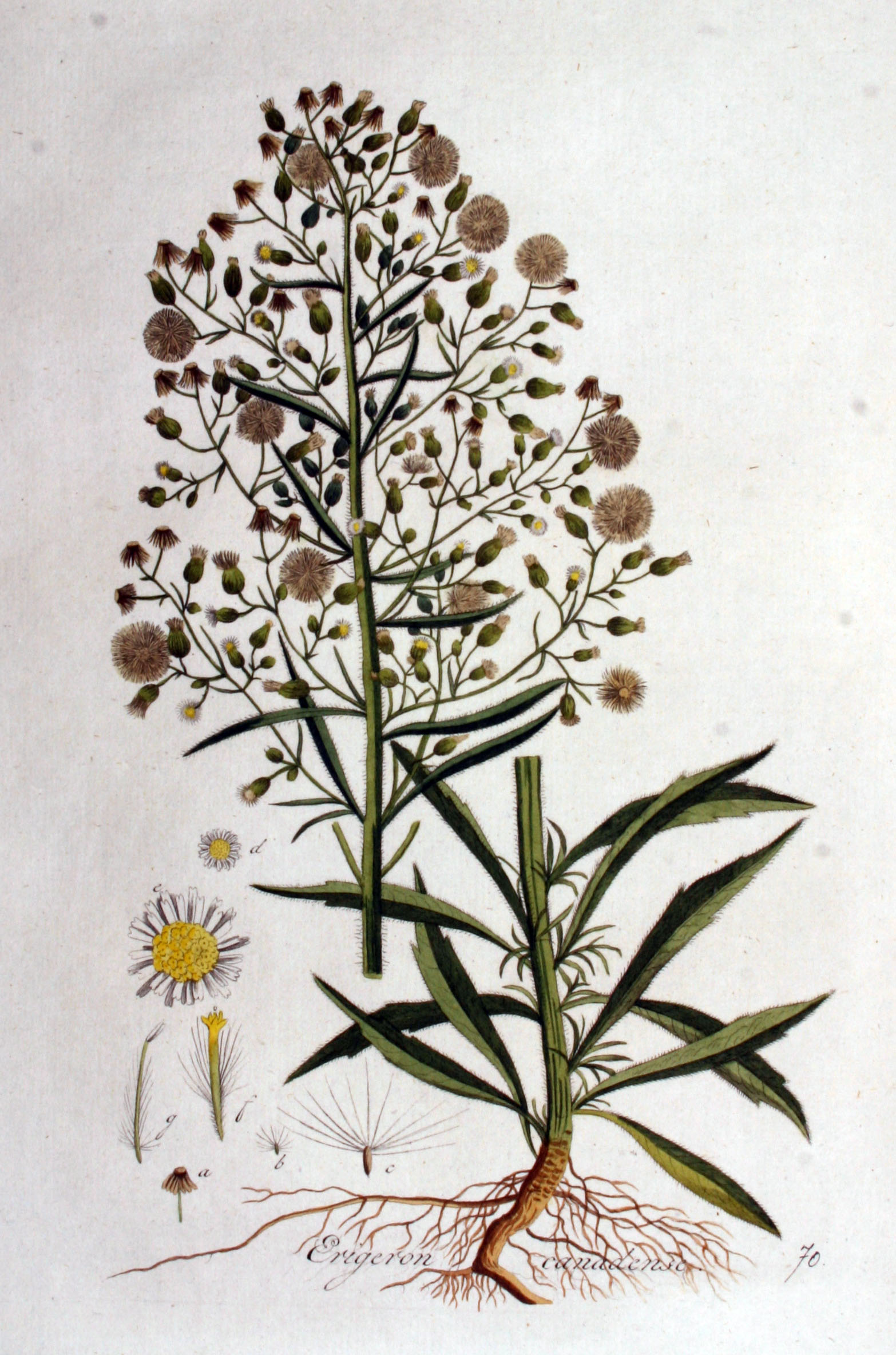
Illustration des Kanadischen Berufkrautes (Erigeron canadensis) aus Flora Batava, Band 1

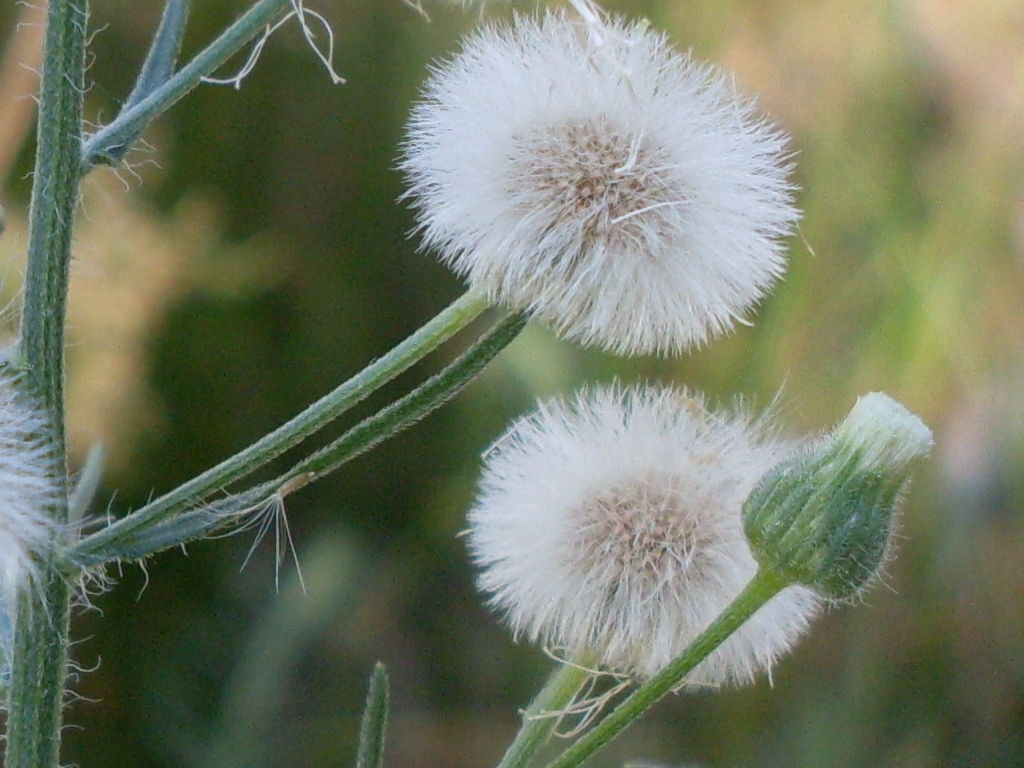
Fruchtstände von Erigeron bonariensis

### Erscheinungsbild und Blätter
Erigeron-Arten sind ein- bis zweijährige oder ausdauernde krautige Pflanzen, manche Arten sind immergrün. Die Stängel sind aufrecht oder niederliegend. Die Laubblätter sind stets wechselständig, bei vielen Arten stehen die Blätter in einer grundständigen Rosette. Die Blattspreiten sind ganz, gezähnt bis geteilt.

### Blütenstände, Blüten und Früchte
Die Blütenkörbchen stehen einzeln oder zu wenigen, selten zu mehreren. Der Durchmesser der Blütenkörbe ist 5 bis 35 Millimeter. Die Hüllblätter stehen in zwei oder drei Serien, eng und sind krautig bis trocken. Der Korbboden ist flach oder konvex, und nackt. Die Berufkräuter besitzen Röhren- und Zungenblüten. Außen stehen in einer oder mehreren Reihen die, selten fehlenden, meist 12 bis 350 Zungenblüten (= Strahlenblüten) sind weiß bis rot-bräunlich gefärbt und fast doppelt so lang wie die Röhrenblüten und nach außen ausgebreitet; sie sind weiblich und fertil. Die 25 bis 450 Röhrenblüten (= Scheibenblüten) sind zwittrig, fertil. Es sind meist wesentlich mehr Scheiben- als Strahlenblüten vorhanden. Die Kronröhre ist meist gelb und die fünf Kronlappen sind manchmal purpurfarben.
Die Achänen-Früchte sind meist schmal ellipsoidisch bis eiförmig, manchmal zusammengedrückt. Der Pappus ist meist doppelt, die äußere Reihe meist schuppig oder auch fehlend, die innere Reihe fein. Sehr selten fehlt der Pappus ganz.

### Chromosomensätze
Die Chromosomengrundzahl beträgt x = 9. In der Gattung Erigeron ist Polyploidie häufig, oft begleitet von Agamospermie, besonders in Arten mit ungeradzahliger Ploidie.

### Unterschiede zwischenConyzaundErigeron
Die Unterscheidungsmerkmale zwischen den beiden als „Berufkräuter“ bezeichneten und seit Ergebnissen molekulargenetischer Untersuchungen oft unter Erigeron vereinten Gattungen sind nicht immer eindeutig. Normalerweise hat Conyza unsymmetrische Hüllblätter und 2- bis 20-mal so viele weibliche wie zwittrige Blüten in jedem Körbchen, nur selten mehr zwittrige als weibliche. Die Krone der weiblichen Blüten hat meist keine Zunge oder diese ist zumindest kürzer als ein Millimeter. Die Gattung Erigeron hat annähernd symmetrische Hüllblätter und mehr zwittrige als weibliche Blüten. Die Krone der weiblichen Blüten hat meist eine Zunge von 2 bis über 10 Millimetern Länge.

## Pflanzenkrankheiten
Verschiedene Erigeron-Arten werden von den Rostpilzen Puccinia cnici-oleracei und Puccinia dovrensis befallen.

## Systematik und Verbreitung
Die Gattung Erigeron wurde 1753 von Carl von Linné in Species Plantarum, Band 2, S. 863 aufgestellt. Der botanische Gattungsname Erigeron setzt sich aus den griechischen Wörtern eri für „früh“ oder erio für „wollig“, und geron für „Greis“ zusammen und bezieht sich auf die bald nach der Blütezeit erscheinenden „weißen Haare“ der Früchte. Synonyme für Erigeron L. sind: Achaetogeron A.Gray, Trimorpha Cass.
Je nach Quelle enthält die Gattung Erigeron (200 bis) 390, wenn die Gattung Conyza enthalten ist, bis zu 400 Arten. Die hohen und stark schwankenden Zahlenangaben sind typisch für agamosperme Sippen. Molekulargenetischen Untersuchungen zufolge dürfte die Gattung paraphyletisch sein, da innerhalb der monophyletischen Gruppe der Conyzinae die Gattungen Conyza (25 bis 60 Arten), Aphanostephus (vier Arten) und die südamerikanische Leptostelma-Gruppe stehen.

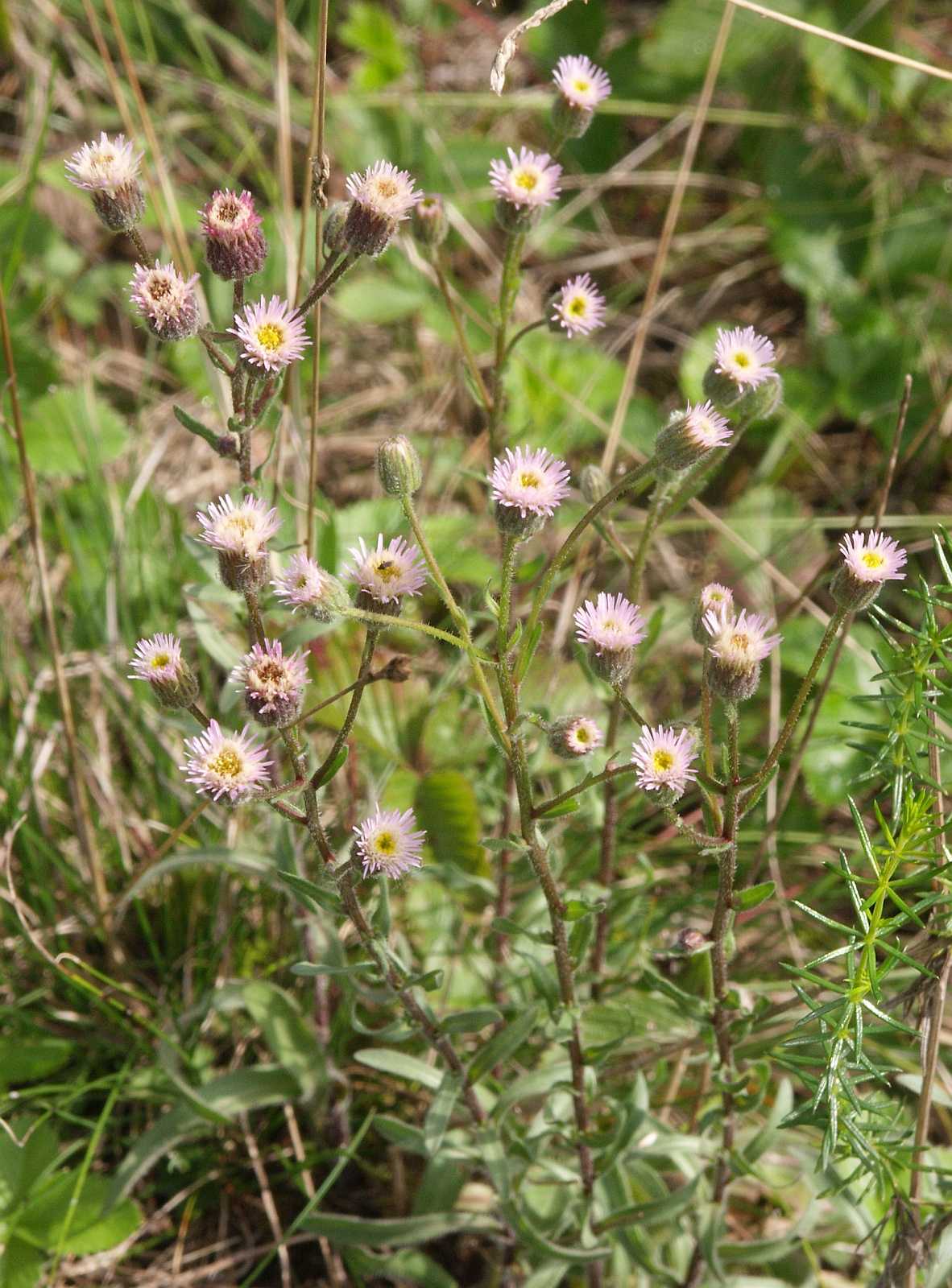
Scharfes Berufkraut (Erigeron acris)

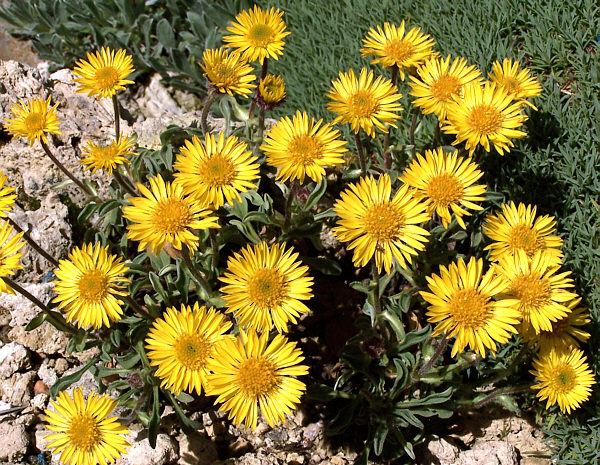
Gold-Berufkraut (Erigeron aureus)

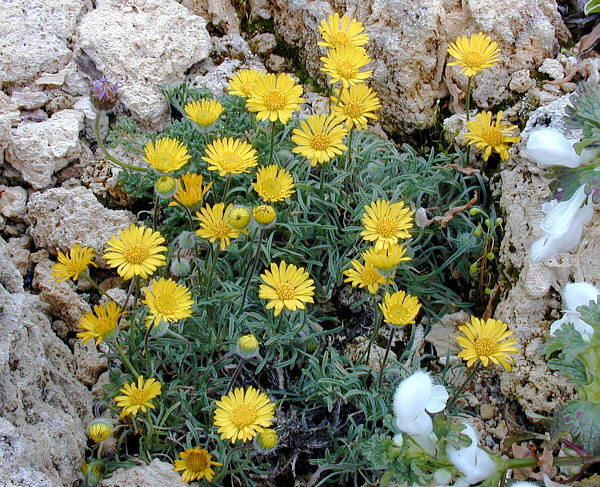
Goldaster-Berufkraut (Erigeron chrysopsidis)

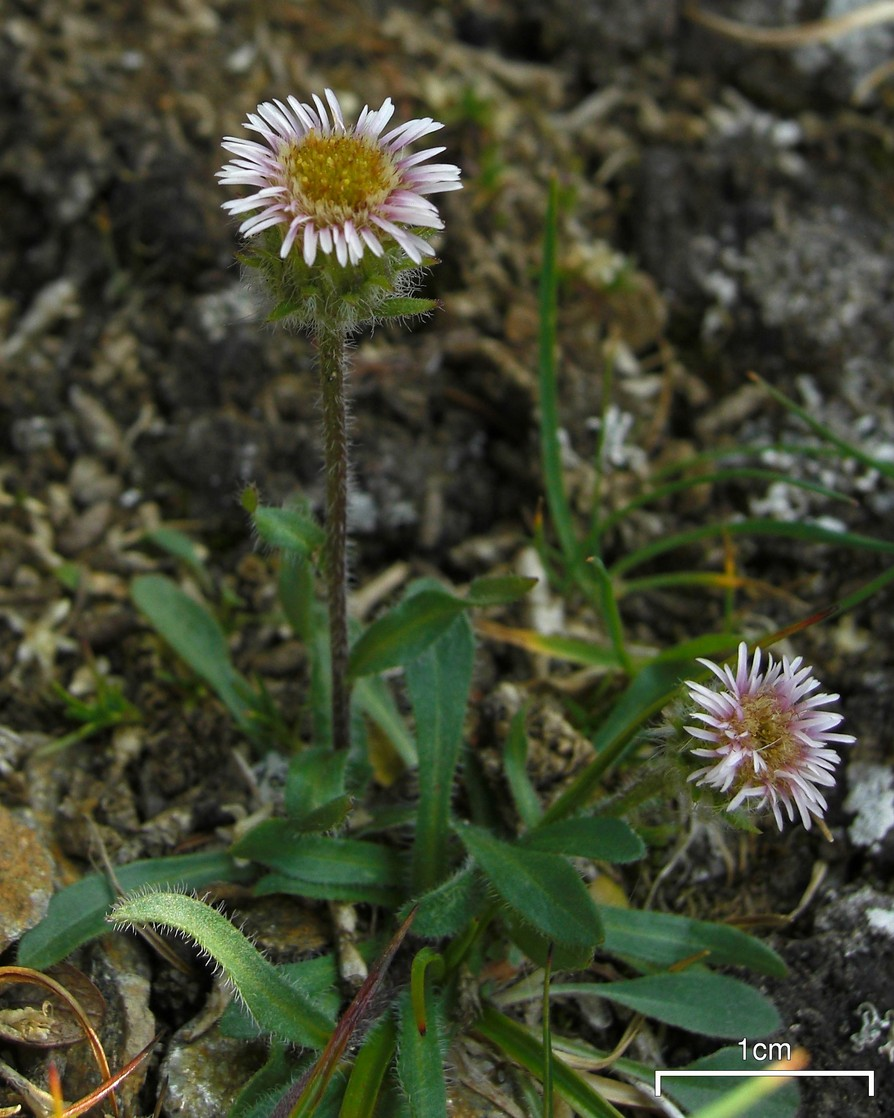
Niedriges Berufkraut (Erigeron humilis)

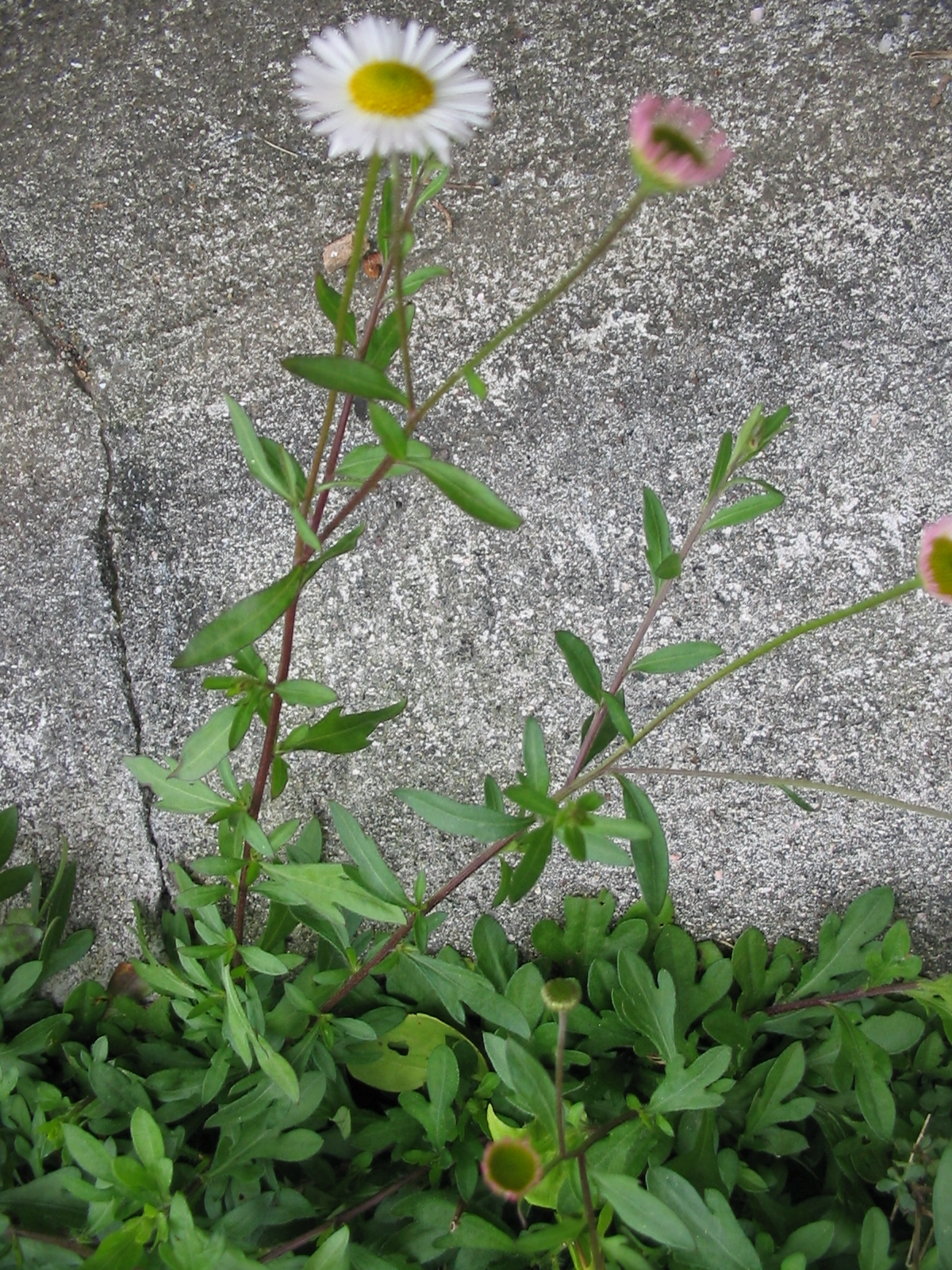
Mauergänseblümchen (Erigeron karvinskianus)

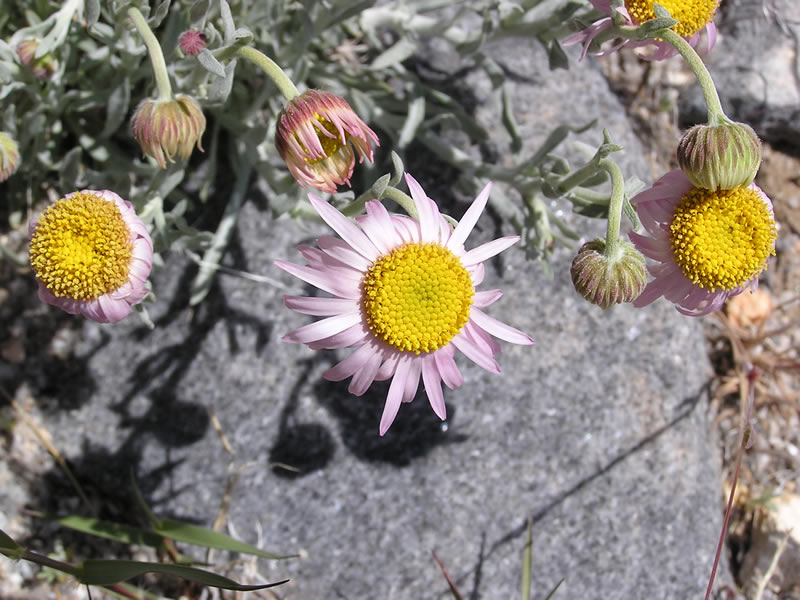
Blütenkörbe von Erigeron parishii

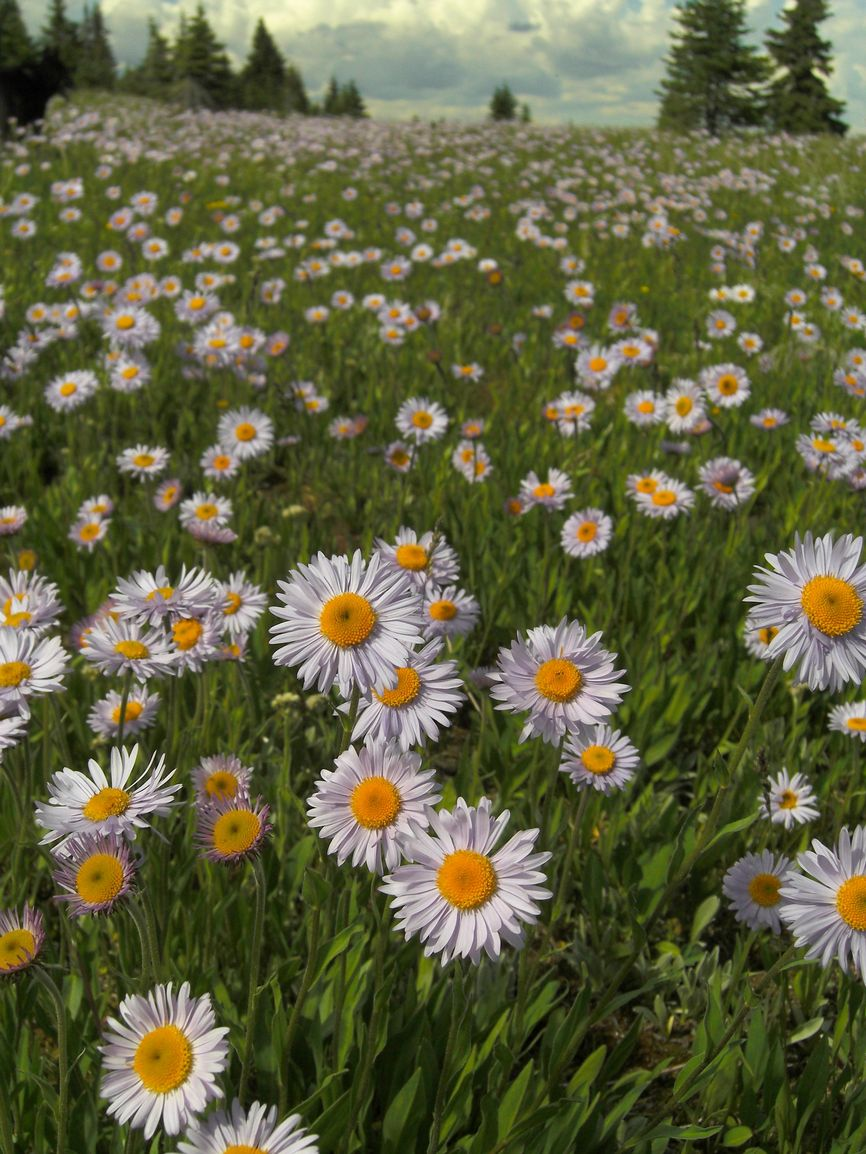
Habitus und Blütenkörbe von Erigeron peregrinus

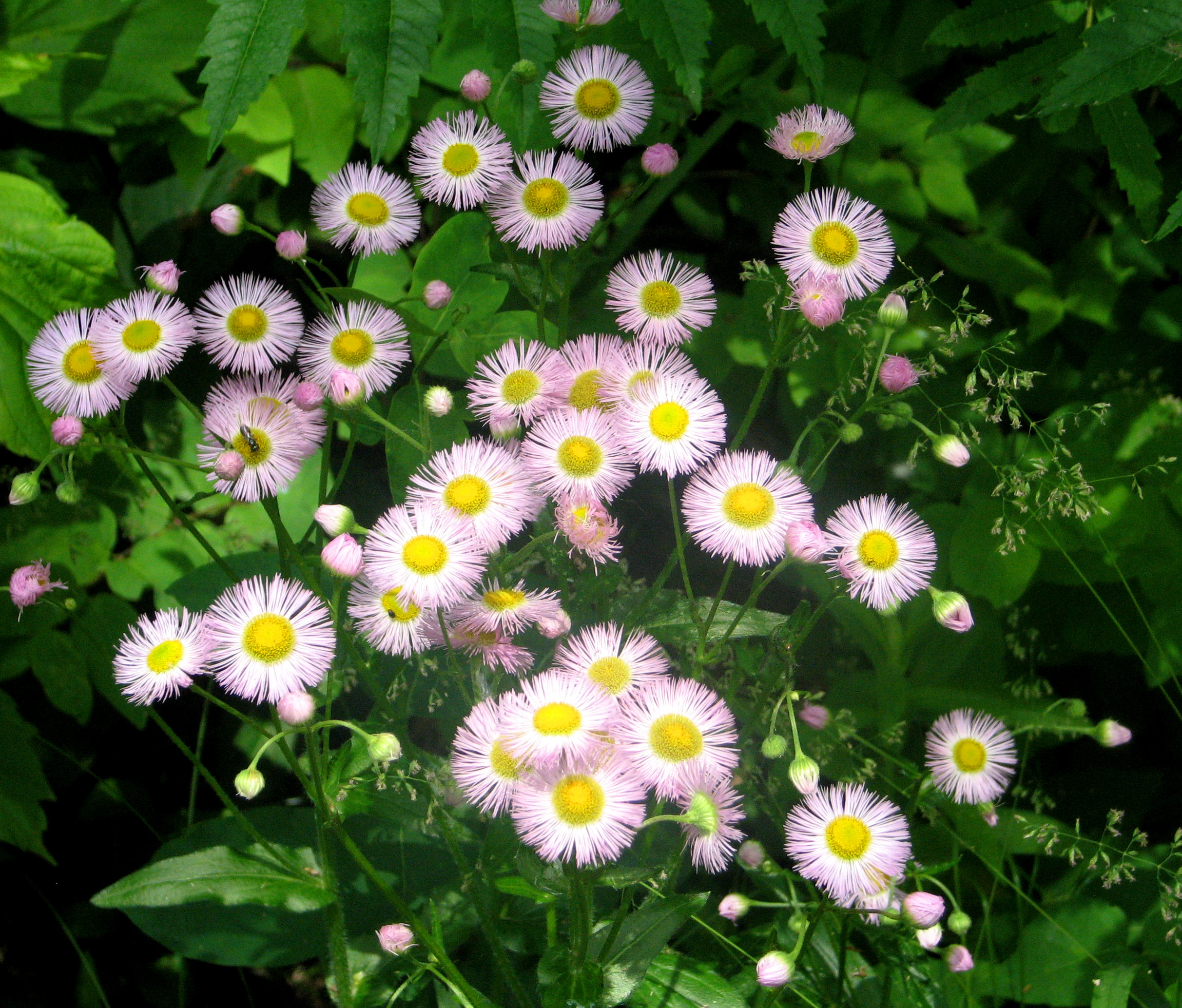
Blütenkörbe von Erigeron philadelphicus

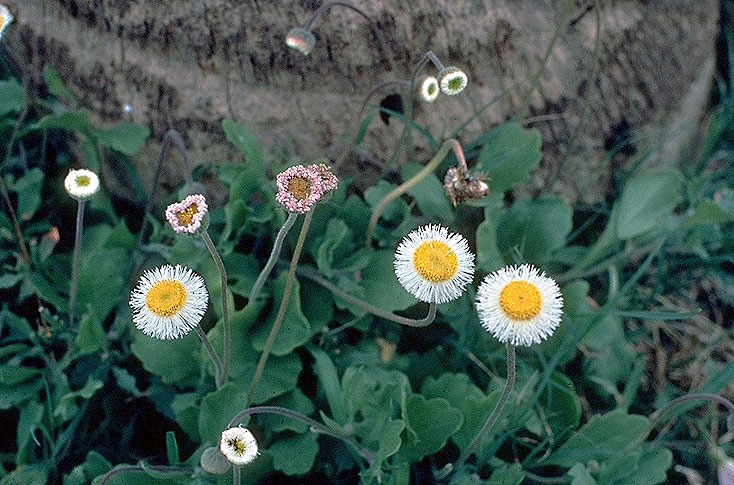
Habitus und Blütenkörbe von Erigeron procumbens

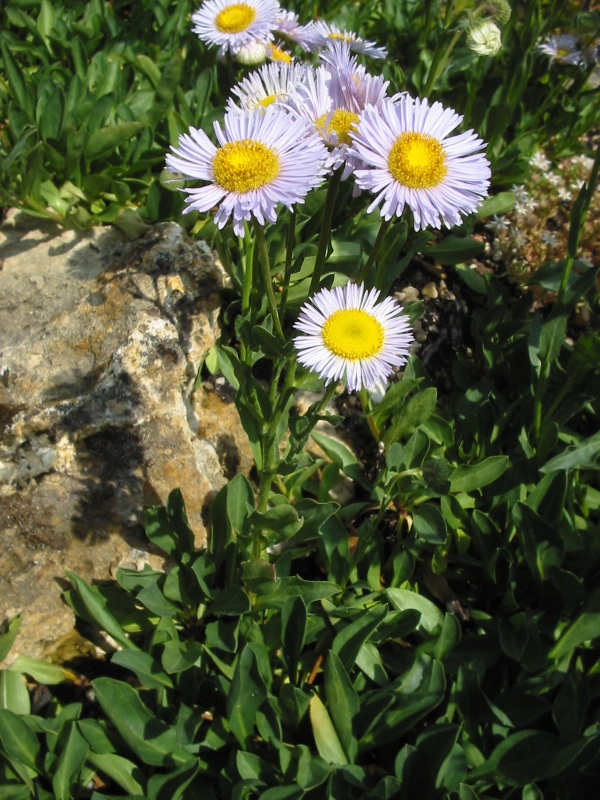
Habitus, Laubblätter und Blütenkörbe von Erigeron pulchellus

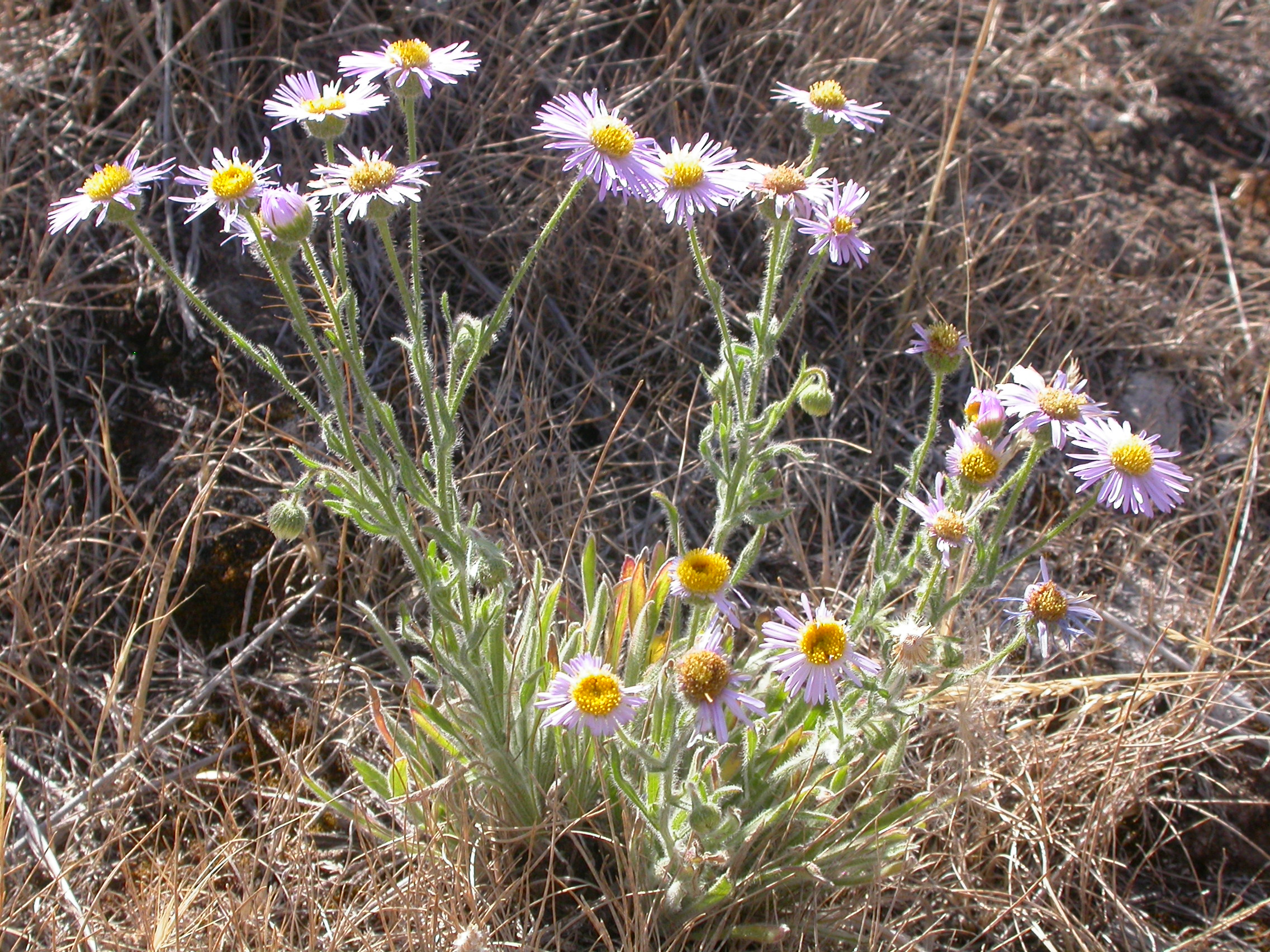
Habitus, Laubblätter und Blütenkörbe von Erigeron pumilus

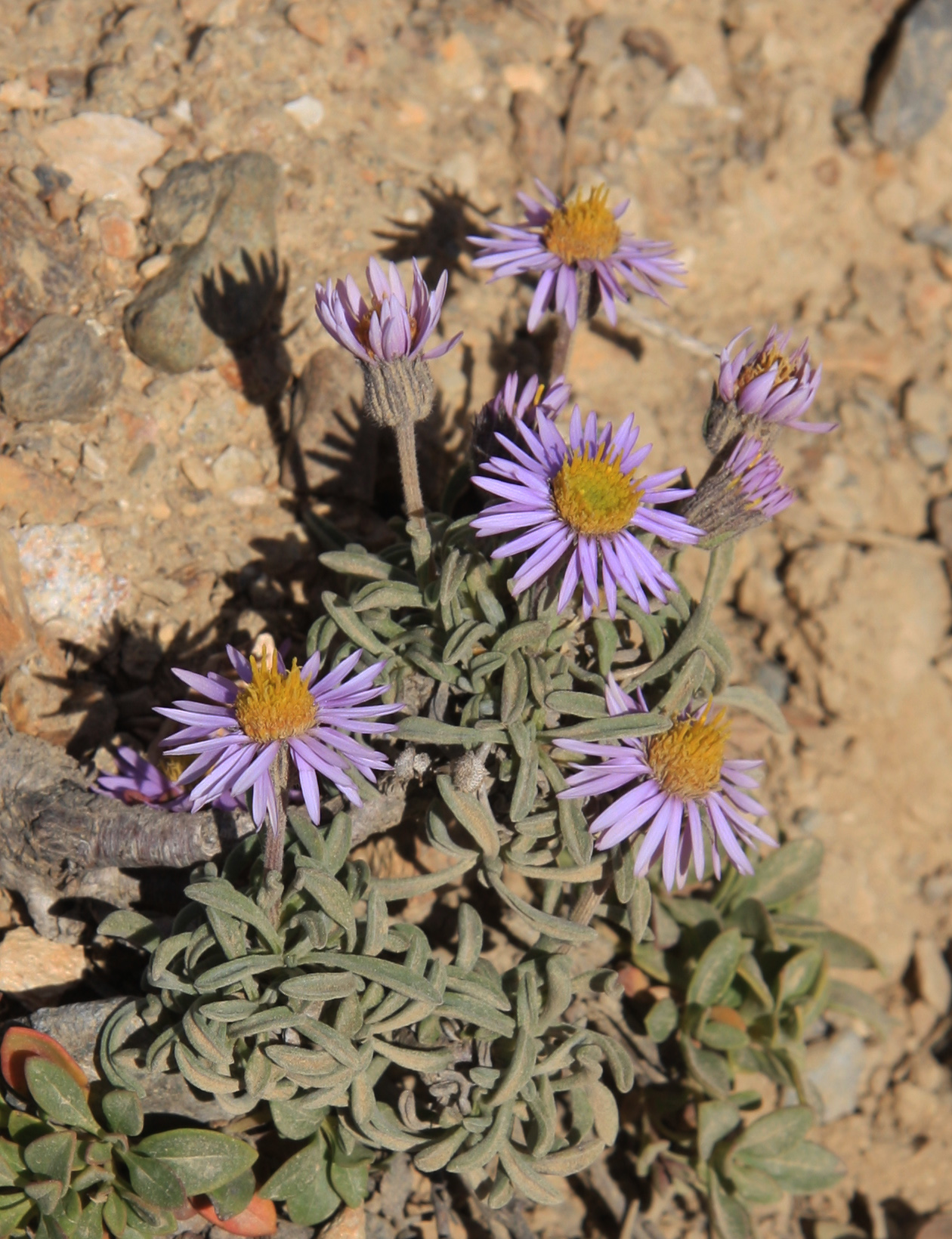
Habitus, Laubblätter und Blütenkörbe von Erigeron pygmaeus

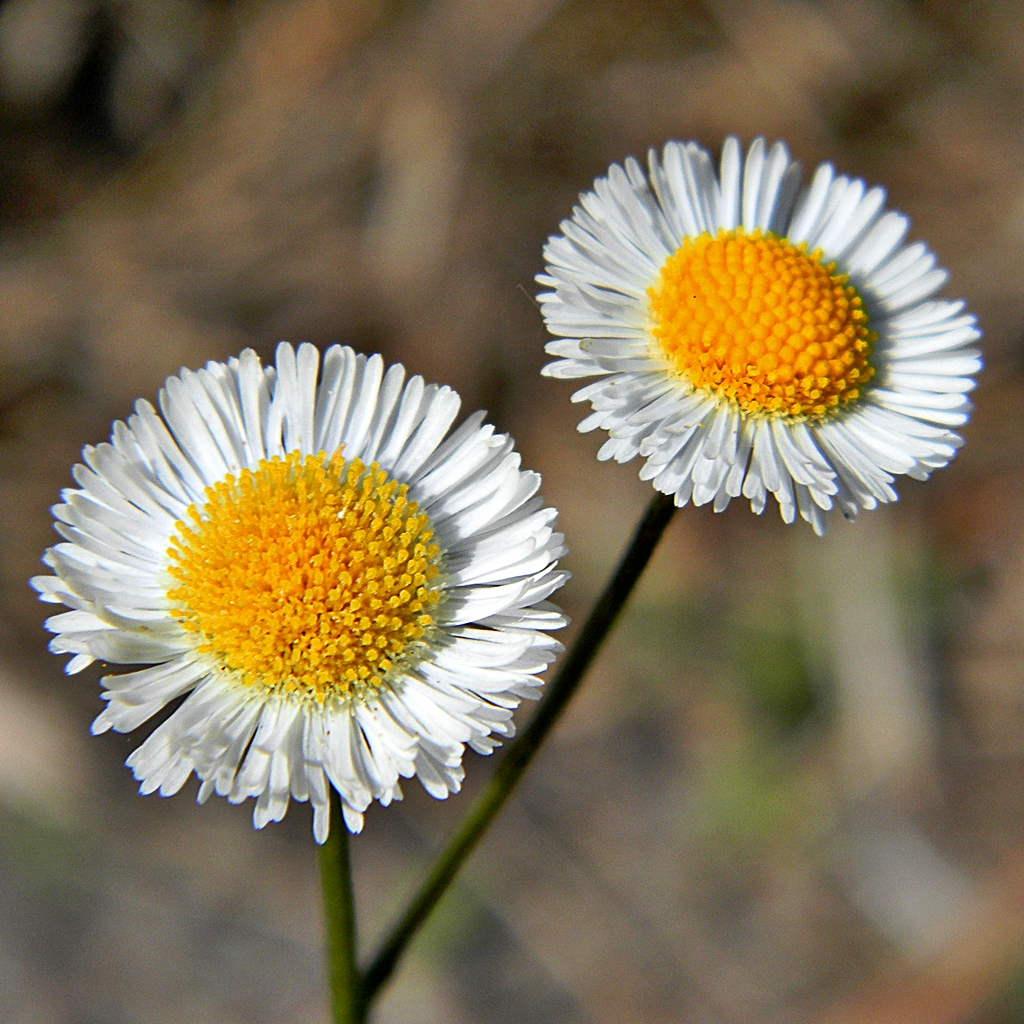
Blütenkörbe von Erigeron quercifolius

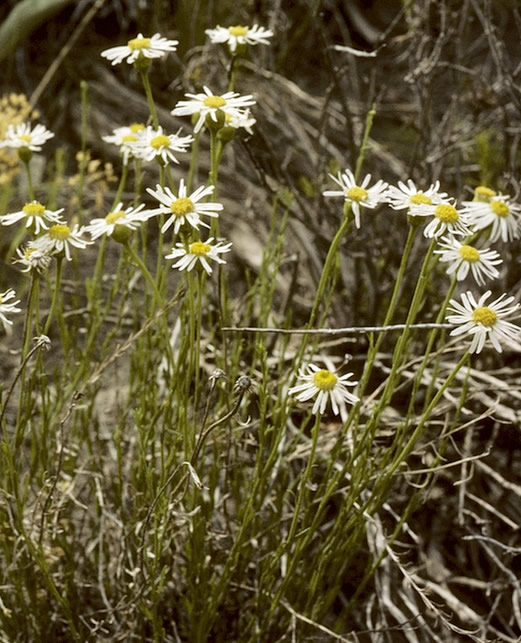
Habitus und Blütenkörbe von Erigeron rhizomatus

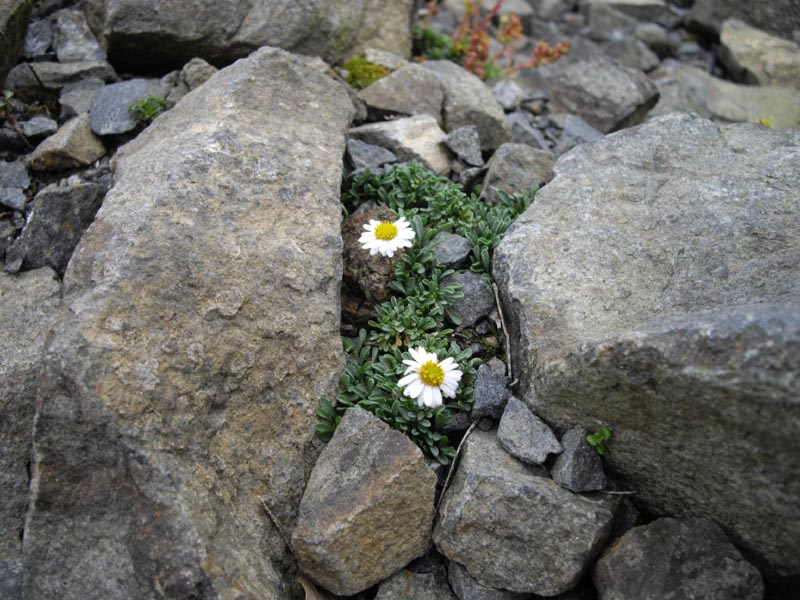
Habitus von Erigeron scopulinus

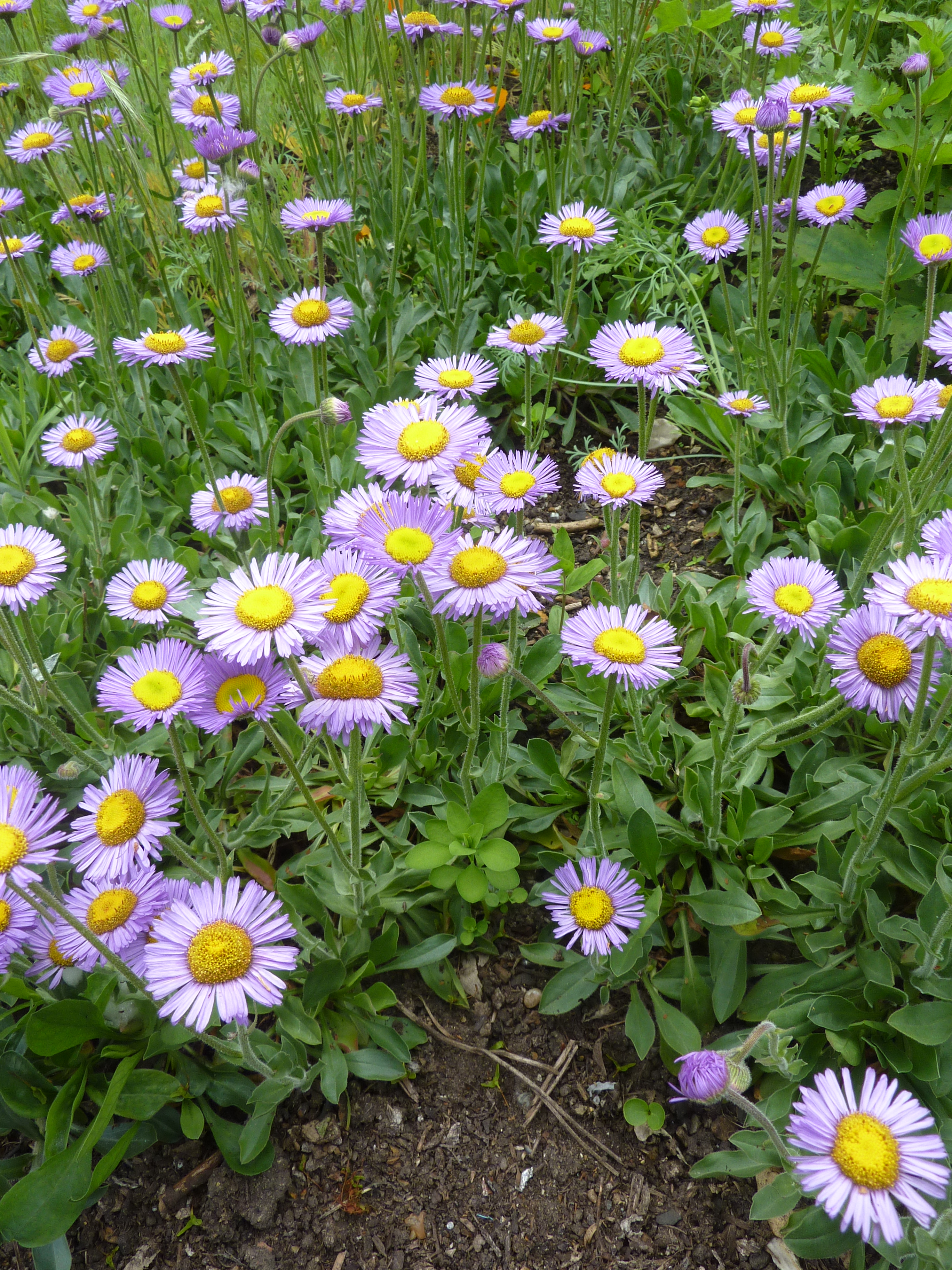
Die Sorte Erigeron speciosus ‘Fleabane’

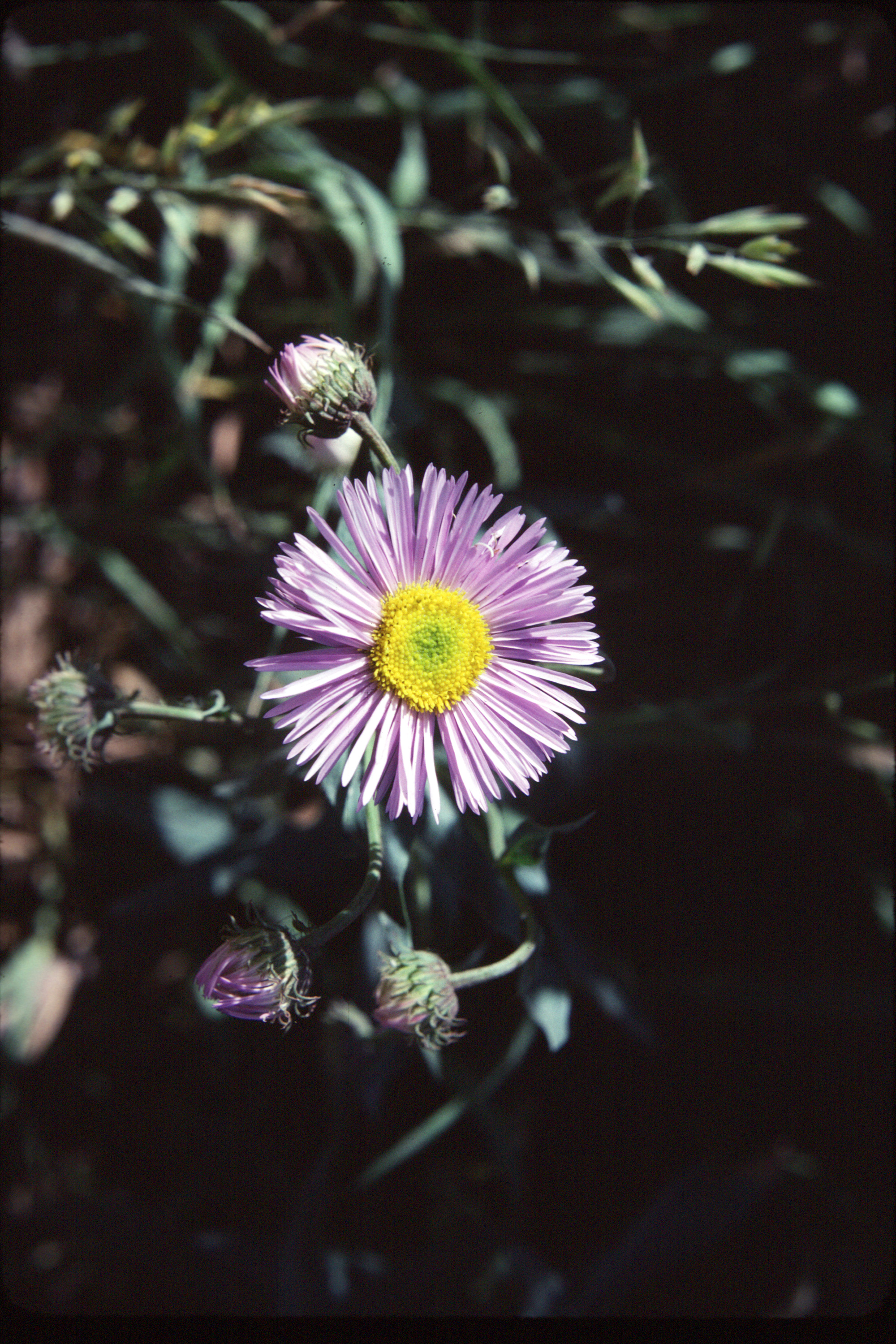
Blütenkorb von Erigeron subtrinervis

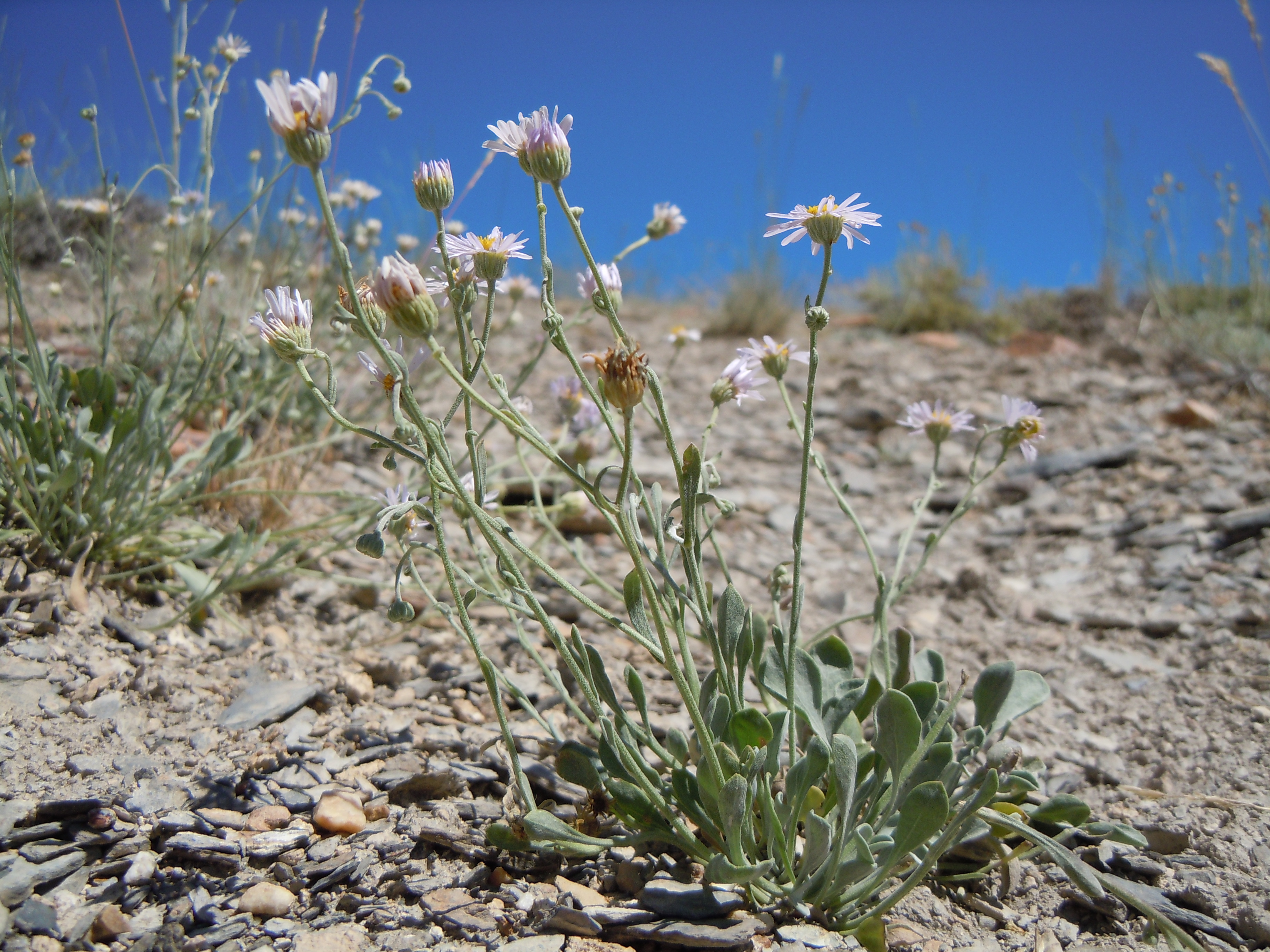
Habitus, Laubblätter und Blütenkörbe von Erigeron tweedyi

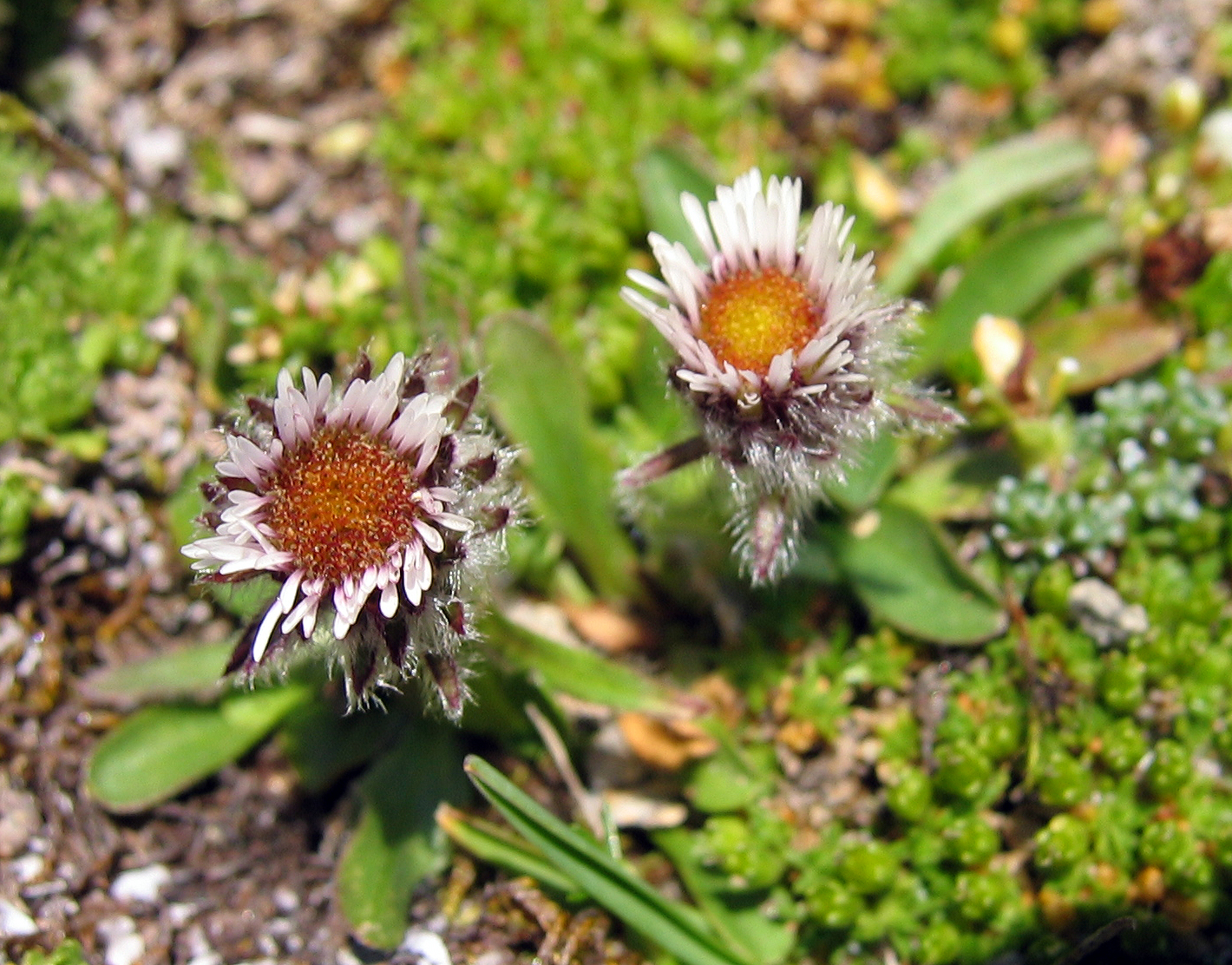
Einköpfiges Berufkraut (Erigeron uniflorus)

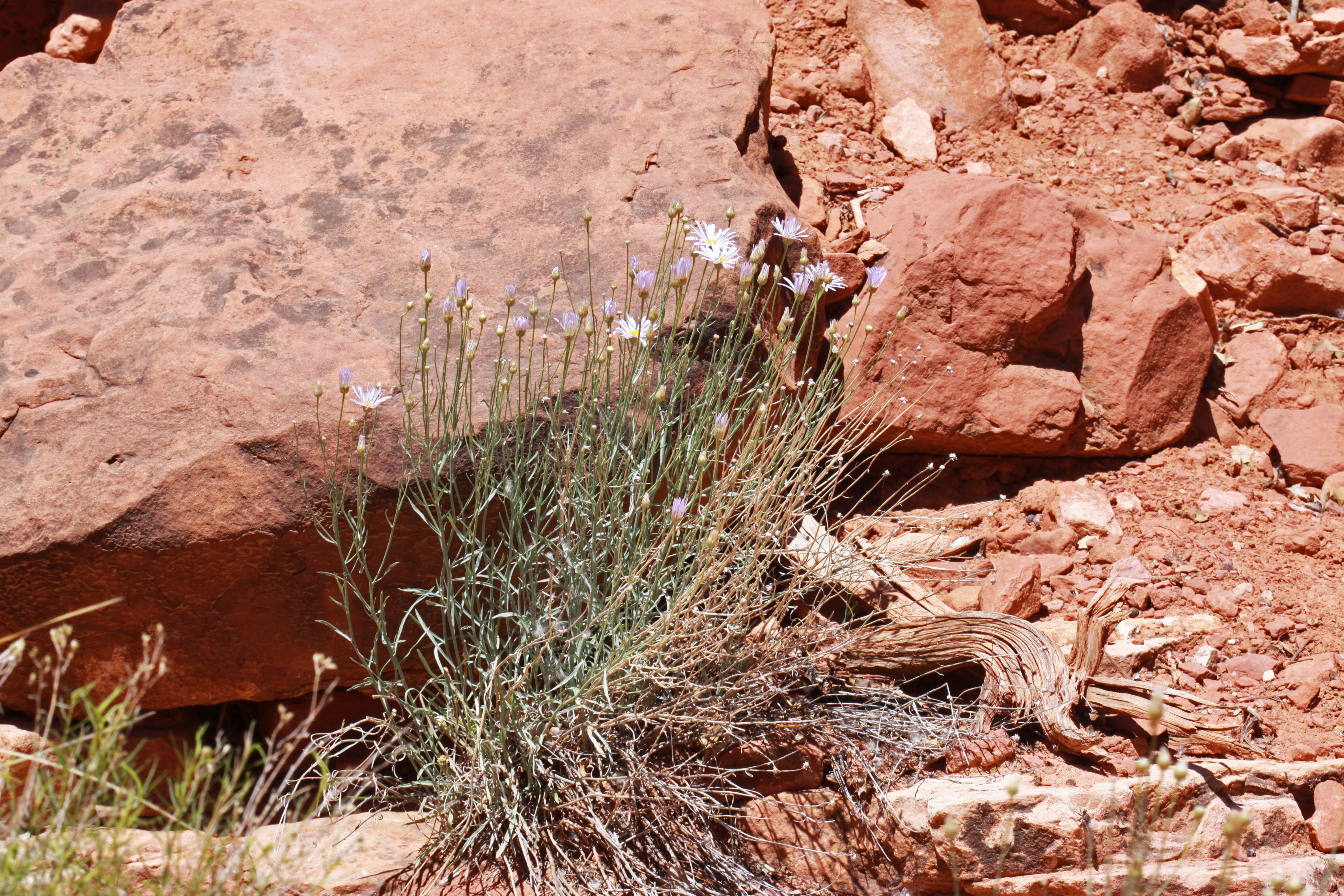
Habitus von Erigeron utahensis im Habitat

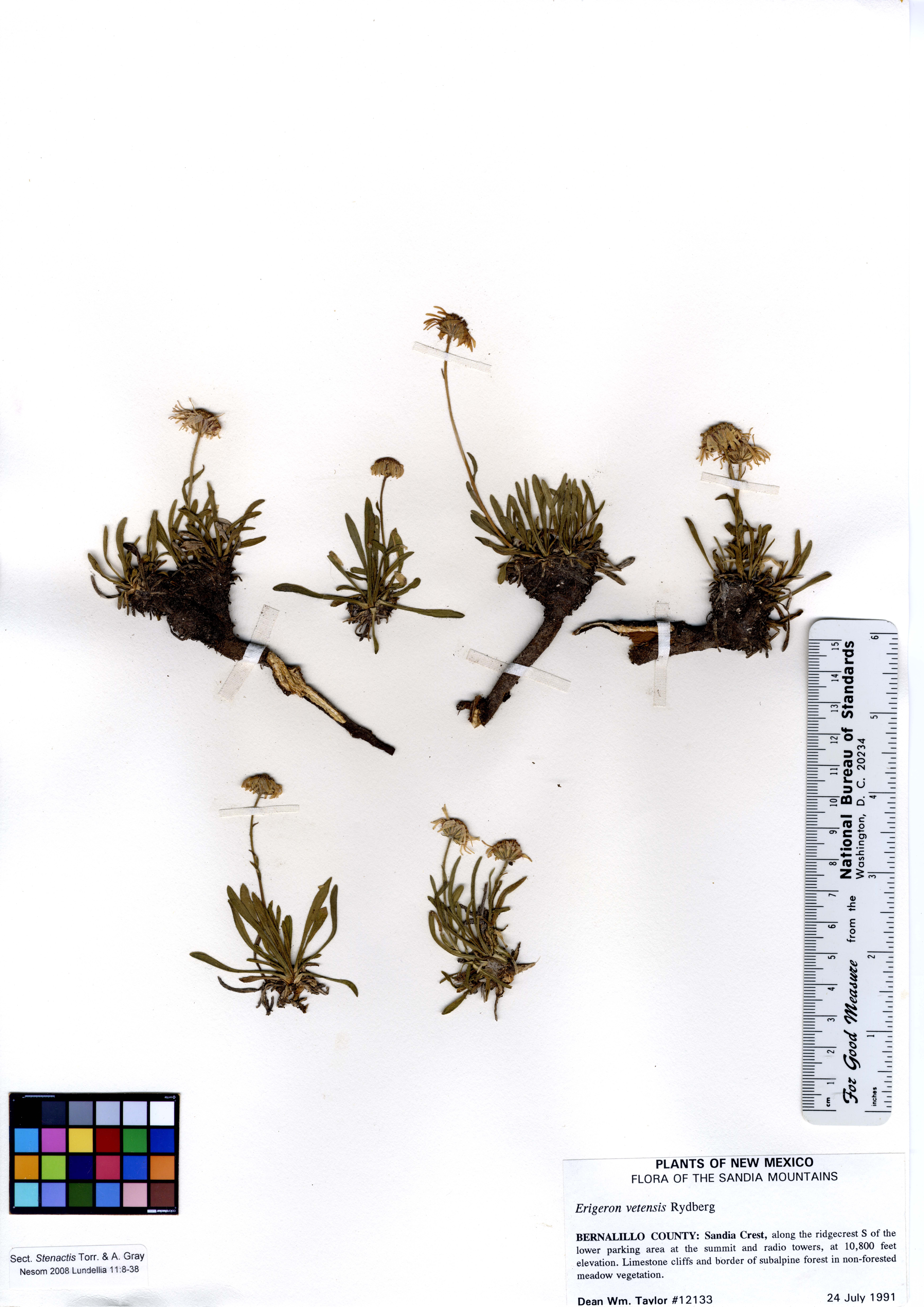
Herbarbeleg von Erigeron vetensis

Die Erigeron-Arten (ohne die Conyza-Arten) sind:
- Erigeron abajoensis Cronquist: Sie gedeiht in Höhenlagen von (2000 bis) meist 2800 bis 3500 Meter nur in den südlichen US-Bundesstaaten Arizona, New Mexico sowie Utah.[5]
- Erigeron acomanus Spellenb. & P.Knight: Sie gedeiht in Höhenlagen von 2000 bis 2300 Metern nur in New Mexico.[5]
- Scharfes Berufkraut (Erigeron acris L.)
- Erigeron adenophorus Greenm.
- Erigeron aegyptiacus L.
- Erigeron aequifolius H.M.Hall: Sie gedeiht in Höhenlagen von 1500 bis 2500 Metern in Kalifornien.[5]
- Erigeron affinis DC.
- Erigeron alexeenkoi (Krasch.) Botsch.
- Erigeron algidus Jeps.: Sie gedeiht in Höhenlagen von 2600 bis 3700 Metern in Kalifornien und Nevada.[5]
- Erigeron aliceae Howell: Sie kommt in Washington, Oregon und Kalifornien vor.[5]
- Erigeron allochrous Botsch.: Es kommt in Kasachstan sowie in Ürümqi im nördlichen Xinjiang vor.[10]
- Erigeron allocotus S.F.Blake: Sie kommt in Montana und Wyoming vor.[5]
- Erigeron alpiniformis Cronquist: Sie kommt nur auf Grönland vor.[5]
- Alpen-Berufkraut (Erigeron alpinus L.): Es kommt in Mittel- und Südeuropa, in Westasien, Äthiopien und Kenia vor.[12]
- Erigeron altaicus Popov
- Erigeron altissimus R.R.Stewart
- Erigeron anchana G.L.Nesom: Sie kommt in Arizona vor.[5]
- Erigeron andicola DC.
- Erigeron androssovii Popov
- Erigeron angustissimus Lindl. ex DC.
- Erigeron anisophyllus Rech. f.
- Erigeron annuactis G.L.Nesom
- Einjähriger Feinstrahl oder Einjähriges Berufkraut (Erigeron annuus (L.) Pers.), ein Neophyt aus Nordamerika, gilt in der Schweiz als invasive Pflanze.
- Erigeron aphanactis (A.Gray) Greene: Sie kommt in zwei Varietäten in den westlichen Vereinigten Staaten vor.[5]
- Erigeron apiculatus Benth.
- Erigeron aquarius Standl. & Steyerm.
- Erigeron arenarioides (D.C.Eaton ex A.Gray) A.Gray ex Rydb.: Sie gedeiht in Höhenlagen von 1300 bis 3600 Metern in nur Utah.[5]
- Erigeron argentatus A.Gray: Sie kommt in Arizona, Utah, Kalifornien und Nevada vor.[5]
- Erigeron arisolius G.L.Nesom: Sie kommt in Arizona und in Mexiko vor.[5]
- Erigeron arizonicus A.Gray: Sie kommt in Arizona, in New Mexico und im nördlichen Mexiko vor.[5]
- Erigeron armerifolius Turcz. ex DC.
- Erigeron asperugineus (D.C.Eaton) A.Gray: Sie kommt in Idaho, Montana, Nevada und Utah vor.[5]
- Erigeron astranthioides DeJong & G.L.Nesom
- Drüsiges Berufkraut (Erigeron atticus Vill.): Es kommt in Mittel- und Südeuropa und in der Türkei vor[12].
- Orangefarbenes Berufkraut (Erigeron aurantiacus Regel): Es kommt in Zentralasien in Kasachstan, Kirgisistan und im chinesischen Xinjiang vor.[12]
- Gold-Berufkraut (Erigeron aureus Greene): Es ist in Alberta, British Columbia und Washington verbreitet.[12][5]
- Erigeron aviatorum Herter
- Erigeron azureus Regel ex Popov
- Erigeron badachschanicus Botsch.
- Erigeron baicalensis Botsch.
- Erigeron barbellulatus Greene: Sie gedeiht in Höhenlagen von 2100 bis 3300 Metern in Kalifornien.[5]
- Erigeron bardsirica Parsa
- Erigeron basalticus Hoover: Es kommt nur im nordwestlichen US-Bundesstaat Washington vor.[12]
- Erigeron basaseachensis G.L.Nesom
- Erigeron basilobatus S.F.Blake
- Erigeron baumii O.Hoffm.
- Erigeron bellidiastroides Griseb.
- Erigeron bellidiastrum Nutt.: Es ist von den USA bis ins nördliche Mexiko in drei Varietäten verbreitet.[12]
- Erigeron bellidiformis Popov
- Erigeron bellidioides (Buch.-Ham. ex D.Don) Benth. ex C.B.Clarke
- Erigeron bellioides DC.
- Erigeron bigelovii A.Gray: Sie kommt in Mexiko, in New Mexico und in Texas vor.[5]
- Erigeron bilbaoanus (Remy) Cabrera
- Erigeron biolettii Greene: Sie kommt in Kalifornien vor.[5]
- Erigeron biramosus Botsch.
- Erigeron blakei Cabrera
- Erigeron blochmaniae Greene: Sie kommt in Kalifornien vor.[5]
- Erigeron bloomeri A.Gray: Sie kommt in zwei Varietäten in den westlichen Vereinigten Staaten vor.[5]
- Erigeron boergeri Herter
- Erigeron bonariensis L.
- Nordisches Berufkraut (Erigeron borealis (Vierh.) Simmons): Es ist in Europa in Skandinavien, Island, Russland und im Vereinigten Königreich verbreitet.[13]
- Erigeron brachyspermus Botsch.
- Erigeron breviscapus (Vaniot) Hand.-Mazz.
- Erigeron breweri A.Gray: Sie kommt in fünf Varietäten in den westlichen Vereinigten Staaten vor.[5]
- Erigeron burejensis Barkalov
- Erigeron ×burnati F.O.Wolf
- Erigeron byei S.D.Sundb. & G.L.Nesom
- Erigeron cabelloi A.Pujadas, García-Salmones & E.López: Sie wurde 2012 aus Andorra erstbeschrieben.[13]
- Erigeron cabulicus (Boiss.) Botsch.
- Erigeron caeruleus Urb.
- Erigeron caespitans Kom.
- Erigeron caespitosus Nutt.: Sie ist in Kanada und in den Vereinigten Staaten weitverbreitet.[5]
- Erigeron calcicola Greenm.
- Erigeron calderae A.Hansen
- Erigeron calvus Coville: Sie wurde nur einmal in Kalifornien gesammelt.[5]
- Erigeron campanensis Valdeb., Lowrey & Stuessy
- Erigeron camposportoi Cabrera
- Erigeron canaani S.L.Welsh: Sie kommt in Utah vor.[5]
- Kanadisches Berufkraut (Erigeron canadensis L.): Es kommt aus Nordamerika und ist in vielen Gebieten der Welt weit verbreitet.
- Erigeron canus A.Gray: Sie kommt in den westlichen und den zentralen Vereinigten Staaten vor und im nördlichen Mexiko.[5]
- Erigeron capillipes Ekman ex Urb.
- Erigeron cascadensis A.Heller: Sie kommt in Oregon vor.[5]
- Erigeron caucasicus Steven: Sie kommt in zwei Unterarten in der Türkei, im Iran, Armenien, Aserbaidschan, Georgien und in der Kaukasusregion vor.[12]
- Erigeron caulinifolius G.L.Nesom
- Erigeron cavernensis S.L.Welsh & N.D.Atwood: Sie gedeiht in Höhenlagen von 2100 bis 3400 Metern in Nevada.[5]
- Erigeron cedretorum Rech. f.
- Erigeron celerieri Emb. & Maire: Sie kommt in Marokko vor.[13]
- Erigeron cervinus Greene: Sie kommt in Oregon und Kalifornien vor.[5]
- Erigeron chiangii G.L.Nesom
- Erigeron chihuahuanus Greene
- Erigeron chionophilus Wedd.
- Erigeron chiriquensis Standl.
- Goldaster-Berufkraut (Erigeron chrysopsidis A.Gray): Es ist in drei Varietäten in den westlichen USA verbreitet.[12]
- Erigeron cieloensis G.L.Nesom
- Erigeron cilicicus Boiss. ex Vierh.: Sie kommt in der Türkei vor.[13]
- Erigeron cinereus Hook. & Arn.
- Erigeron circulis G.L.Nesom
- Erigeron clokeyi Cronquist: Sie kommt in zwei Varietäten in den westlichen Vereinigten Staaten vor.[5]
- Erigeron coeruleus Popov
- Erigeron compactus S.F.Blake: Sie kommt in Kalifornien, Nevada und Utah vor in Höhenlagen zwischen 1300 und 2900 Metern.[5]
- Geteiltblättriges Berufkraut (Erigeron compositus Pursh): Es ist in Alaska, Kanada, in den westlichen Vereinigten Staaten, in Grönland und in Russlands Fernem Osten verbreitet.[12]
- Erigeron concinnus (Hook. & Arn.) Torr. & A.Gray: Sie ist in drei Varietäten in den westlichen Vereinigten Staaten und in New Mexico verbreitet.[5]
- Erigeron consimilis Cronquist: Sie kommt in Arizona, Colorado und Utah vor.[5]
- Erigeron conyzoides F.Muell.
- Erigeron coronarius Greene
- Erigeron coroniglandifer G.L.Nesom
- Erigeron corymbosus Nutt.: Sie kommt in British Columbia und in den westlichen Vereinigten Staaten vor.[5]
- Erigeron coulteri Porter: Sie kommt in den westlichen Vereinigten Staaten in Höhenlagen zwischen 1800 und 3700 Metern vor.[5]
- Erigeron crenatus Eastw.
- Erigeron cronquistii Maguire: Sie gedeiht in Höhenlagen von 1600 bis 3000 Metern in Utah.[5]
- Erigeron cuatrocienegensis G.L.Nesom
- Erigeron cyanactis Rech. f.
- Erigeron dactyloides (Greenm.) G.L.Nesom
- Erigeron daenensis Vierh.
- Erigeron darrellianus Hemsl.
- Erigeron daveauanus (Sennen) Greuter
- Erigeron davisii (Cronquist) G.L.Nesom: Sie kommt in Idaho und in Oregon vor.[5]
- Erigeron deamii B.L.Rob.
- Erigeron decumbens Nutt.: Sie kommt in Oregon vor.[12]
- Erigeron dejongii G.L.Nesom
- Erigeron delphinifolius Willd.
- Erigeron denalii A.Nelson: Sie kommt in Alaska und im westlichen Kanada vor.[5]
- Erigeron diplopappoides S.Schauer
- Erigeron disparipilus Cronquist: Sie kommt in Washington, Oregon und Idaho vor.[12]
- Erigeron dissectus Urb.
- Erigeron divaricatus Michx. (Syn.: Conyza ramosissima Cronquist): Sie kommt in den Vereinigten Staaten vor.[5]
- Erigeron divergens Torr. & A.Gray: Sie kommt im westlichen Kanada, in den westlichen und den zentralen Vereinigten Staaten und im nördlichen Mexiko vor.[12]
- Erigeron dolichostylus Botsch.
- Erigeron domingensis Urb.
- Erigeron droebachensis O.F.Müll. ex Retz.
- Erigeron dryophyllus A.Gray
- Erigeron eatonii A.Gray: Sie kommt in sechs Varietäten in den westlichen Vereinigten Staaten vor.[5]
- Erigeron ecuadoriensis Hieron.
- Erigeron elatior (A.Gray) Greene: Sie gedeiht in Höhenlagen von 2400 bis 3800 Metern in den US-Bundesstaaten Colorado, Wyoming, Utah und New Mexico.[5]
- Erigeron elatus (Hook.) Greene: Sie ist in Alaska, Kanada und Washington weitverbreitet.[5]
- Erigeron elbursensis Vierh.
- Erigeron elegantulus Greene: Sie kommt in Oregon und in Kalifornien vor.[5]
- Erigeron elmeri (Greene) Greene: Sie kommt in Kalifornien in Höhenlagen von 1300 bis 3300 Metern vor.[5]
- Erigeron engelmannii A.Nelson: Sie gedeiht in Höhenlagen von 1300 bis 2500 Metern in Colorado, Utah, Wyoming und Idaho.[5]
- Erigeron epiroticus (Vierh.) Halácsy: Sie kommt in Italien, Kroatien, Serbien, Albanien, Griechenland und in Nordmazedonien vor.[13]
- Erigeron eriocalyx (Ledeb.) Vierh.
- Erigeron eruptens G.L.Nesom
- Erigeron ervendbergii A.Gray
- Erigeron evermannii Rydb.: Sie gedeiht in Höhenlagen von 2400 bis 3500 Metern in Idaho und Montana.[5]
- Erigeron exilis A.Gray ex A.Gray
- Erigeron eximius Greene: Sie gedeiht in Höhenlagen von 2300 bis 3500 Metern in Arizona, Colorado, New Mexico, Utah, Wyoming und Texas.[5]
- Erigeron falconeri (C.B.Clarke) Botsch.
- Erigeron fasciculatus Colla
- Erigeron fernandezius (Colla) Harling
- Erigeron filifolius (Hook.) Nutt.: Sie kommt im südlichen British Columbia und in den westlichen Vereinigten Staaten vor.[12]
- Erigeron flabellifolius Rydb.: Sie gedeiht in Höhenlagen von 2800 bis 3800 Metern in Wyoming und Montana.[5]
- Erigeron flaccidus (Bunge) Botsch.
- Erigeron flagellaris A.Gray: Sie kommt im westlichen Kanada, in den westlichen und den zentralen Vereinigten Staaten und im nördlichen Mexiko vor.[12]
- Erigeron flettii G.N.Jones: Sie gedeiht in Höhenlagen von 1500 bis 3200 Metern nur in Washington.[5]
- Erigeron floribundus (Kunth) Sch.Bip.
- Erigeron fluens G.L.Nesom
- Erigeron foliosus Nutt.: Sie kommt in fünf Varietäten in Kalifornien und im nordwestlichen Mexiko vor.[12][5]
- Erigeron formosissimus Greene: Sie kommt in zwei Varietäten in den westlichen und den zentralen Vereinigten Staaten vor.[12][5]
- Erigeron forreri (Greene) Greene
- Erigeron fragrans Spreng.
- Erigeron frigidus Boiss. ex DC.: Sie kommt in Spanien vor.[13]
- Erigeron fuertesii Urb.
- Erigeron fukuyamae Kitam.: Es gedeiht in Höhenlagen von 1800 bis 3000 Metern nur in Taiwan.[10]
- Erigeron fundus G.L.Nesom
- Erigeron galeottii (A.Gray) Greene
- Erigeron garrettii A.Nelson: Sie gedeiht in Höhenlagen von 2700 bis 3800 Metern in Utah.[5]
- Erigeron geiseri Shinners: Sie kommt in Oklahoma und in Texas vor.[5]
- Erigeron gilliesii (Hook. & Arn.) Cabrera
- Erigeron glabellus Nutt.: Sie kommt in zwei Varietäten in Alaska, Kanada und in den Vereinigten Staaten vor.[5]
- Kahles Berufkraut (Erigeron glabratus Hoppe & Hornsch. ex Bluff & Fingerh.): Es ist in Mittel- und Südeuropa verbreitet.[12][13]
- Erigeron glacialis (Nutt.) A.Nelson: Sie kommt in zwei Varietäten in Alaska, Kanada, in New Mexico und in den zentralen und den westlichen Vereinigten Staaten vor.[5]
- Erigeron glaucus Ker Gawl.: Sie kommt in Oregon und in Kalifornien vor.[5]
- Erigeron gnaphalioides Kunth
- Erigeron goodrichii S.L.Welsh: Sie gedeiht in Höhenlagen von 2200 bis 3500 Metern in Utah.[5]
- Erigeron gouanii L.: Sie kommt ursprünglich in Marokko vor und ist auf den Kanaren ein Neophyt.[13]
- Erigeron gracilis Rydb.: Sie gedeiht in Höhenlagen von 2000 bis 2400 Metern in Idaho, Montana und Wyoming.[5]
- Erigeron gramineus L.
- Erigeron granatensis W.Lippert
- Erigeron grandiflorus Hook.: Sie gedeiht in Höhenlagen von 2900 bis 4200 Metern in Alberta, British Columbia, Arizona, Colorado, Idaho, Montana, New Mexico, Oregon, Utah und Wyoming.[5]
- Erigeron greenei G.L.Nesom: Sie kommt in Kalifornien vor.[5]
- Erigeron griseus (Greenm.) G.L.Nesom
- Erigeron guatemalensis (S.F.Blake) G.L.Nesom
- Erigeron gunnii (Hook. f.) F.Muell.
- Erigeron gypsoverus G.L.Nesom
- Erigeron heliographis G.L.Nesom: Sie gedeiht in Höhenlagen von 2500 bis 3200 Metern nur in Arizona.[5]
- Erigeron hessii G.L.Nesom: Sie gedeiht in Höhenlagen von 2900 bis 3100 Metern nur in New Mexico.[5]
- Erigeron heterochaeta Botsch.
- Erigeron heteromorphus B.L.Rob.
- Erigeron heterophyllus Muhl. ex Willd.
- Erigeron hillii Domke
- Erigeron himalajensis Vierh.
- Erigeron hintoniorum G.L.Nesom
- Erigeron hispanicus (Vierh.) Maire
- Erigeron hissaricus Botsch.
- Erigeron howellii (A.Gray) A.Gray: Sie kommt in Oregon und in Washington vor.[5]
- Erigeron hultenii Spongberg
- Niedriges Berufkraut (Erigeron humilis Graham): Es ist in Nordamerika, Nordeuropa und im nordöstlichen Asien verbreitet.[12]
- Erigeron hungaricus (Vierh.) Pawł.: Sie kommt in Polen in der Slowakei und in Rumänien vor.[13]
- Erigeron hyoseroides Griseb.
- Erigeron hyperboreus Greene: Sie kommt in Yukon und in Alaska vor.[5]
- Erigeron hypsophilus Phil.
- Erigeron hyrcanicus Bornm. & Vierh.
- Erigeron hyssopifolius Michx.: Sie kommt in Kanada und in den nordöstlichen Vereinigten Staaten vor.[5]
- Erigeron illapelinus Phil.
- Erigeron incaicus Solbrig
- Erigeron incertus (d’Urv.) Skottsb.
- Erigeron ingae Skottsb.
- Erigeron inoptatus A.Gray
- Erigeron inornatus (A.Gray) A.Gray: Sie kommt in 3 Varietäten in den westlichen Vereinigten Staaten vor.[5]
- Erigeron ivifolius (L.) Sch.Bip.
- Erigeron jaeschkei Vierh.
- Erigeron jamaicensis L.
- Erigeron janivultus G.L.Nesom
- Erigeron jenkinsii G.L.Nesom
- Erigeron jonesii Cronquist: Sie kommt in Idaho, Nevada und Utah in Höhenlagen von 1500 bis 3400 Metern Meereshöhe vor.[5]
- Erigeron kachinensis S.L.Welsh & Gl.Moore: Sie kommt in Colorado und in Utah von 2400 bis 2600 Metern Meereshöhe vor.[5]
- Mexikanisches Berufkraut, Mauergänseblümchen (Erigeron karvinskianus A.DC.): Es ist von Mexiko über Mittel- bis Südamerika sowie in Kenia, Tansania und Uganda natürlich verbreitet und in vielen Gebieten der Welt ein Neophyt.[12]
- Erigeron khorossanicus Boiss.
- Erigeron kiukiangensis Ling & Y.L.Chen
- Erigeron klamathensis (G.L.Nesom) G.L.Nesom: Sie kommt in Oregon und in Kalifornien vor.[5]
- Erigeron komarovii Botsch.
- Erigeron kopetdaghensis Popov
- Erigeron krylovii Serg.
- Erigeron kumaunensis (Vierh.) Wendelbo
- Erigeron kunshanensis Ling & Y.L.Chen
- Erigeron kuschei Eastw.: Sie kommt in Arizona in Meereshöhen von 2100 bis 2900 Metern vor.[5]
- Erigeron lachnocephalus Botsch.
- Erigeron lackschewitzii G.L.Nesom & W.A.Weber: Sie kommt in Alberta und in Montana in Höhenlagen von 2200 bis 2500 Metern vor.[5]
- Erigeron lanatus Hook.: Sie kommt in Alberta, British Columbia, Colorado, Montana und Wyoming in Höhenlagen von 1300 bis 4100 Metern Meereshöhe vor.[5]
- Erigeron lanceolatus Wedd.
- Erigeron lanuginosus Y.L.Chen
- Erigeron lassenianus Greene: Sie kommt in 2 Varietäten in Kalifornien vor.[5]
- Erigeron latus (A.Nelson & J.F.Macbr.) Cronquist: Sie kommt in Idaho und in Nevada vor.[5]
- Erigeron laxiflorus Baker
- Erigeron lechleri Sch.Bip.
- Erigeron leibergii Piper: Sie kommt in British Columbia und in Washington vor.[5]
- Erigeron leiolepis Solbrig
- Erigeron leiomerus A.Gray: Sie kommt in den westlichen Vereinigten Staaten in Höhen von 2600 bis 3800 Metern vor.[5]
- Erigeron leioreades Popov
- Erigeron lemmonii A.Gray: Sie kommt nur in Arizona vor.[5]
- Erigeron lepidopodus (B.L.Rob. & Fernald) G.L.Nesom
- Erigeron leptocladus Rech. f.
- Erigeron leptopetalus Phil.
- Erigeron leptorhizon DC.
- Erigeron leucanthemifolius S.Schauer
- Erigeron leucoglossus Ling & Y.L.Chen
- Erigeron libanensis Urb.
- Erigeron libanoticus Vierh.: Sie kommt im Libanon vor.[13]
- Erigeron linearis (Hook.) Piper: Sie kommt in British Columbia und in den westlichen Vereinigten Staaten vor.[5]
- Erigeron lobatus A.Nelson: Sie kommt in Arizona, Kalifornien, Nevada und im mexikanischen Bundesstaat Sonora vor.[5]
- Erigeron lonchophyllus Hook.: Sie kommt in Alaska, Kanada und in den westlichen Vereinigten Staaten vor.[5]
- Erigeron longipes DC.
- Erigeron luteoviridis Skottsb.
- Erigeron luxurians (Skottsb.) Solbrig
- Erigeron macdonaldii G.L.Nesom
- Erigeron machucana G.L.Nesom
- Erigeron maguirei Cronquist: Sie kommt in Utah in Höhen von 1600 bis 2200 Metern vor.[5]
- Erigeron mairei H.Lév.
- Erigeron major (Boiss.) Vierh.: Sie kommt in Spanien vor.[13]
- Erigeron mancus Rydb.: Sie kommt in Utah in Höhen von 3000 bis 3800 Metern vor.[5]
- Erigeron maniopotamicus G.L.Nesom & T.W.Nelson: Sie kommt in Kalifornien vor.[5]
- Erigeron manshuricus (Kom.) Vorosch.
- Erigeron mariposanus Congdon: Sie kommt in Kalifornien vor.[5]
- Erigeron matsudae Koidz.
- Erigeron maxonii (S.F.Blake) S.F.Blake
- Erigeron mayoensis G.L.Nesom
- Erigeron melanocephalus (A.Nelson) A.Nelson: Sie kommt in Colorado, New Mexico, Utah und Wyoming in Höhen von 3100 bis 4000 Metern vor.[5]
- Erigeron metrius S.F.Blake
- Erigeron mihianus S.F.Blake
- Erigeron mimus (S.F.Blake) G.L.Nesom
- Erigeron miser A.Gray: Sie kommt in Kalifornien vor.[5]
- Erigeron miyabeanus (Tatew. & Kitam.) Tatew. & Kitam.
- Erigeron modestus A.Gray: Sie kommt in den südlichen Vereinigten Staaten und in Mexiko vor.[5]
- Erigeron mohinorensis G.L.Nesom
- Erigeron monticolus DC.
- Erigeron morelensis Greenm.
- Erigeron morrisonensis Hayata: Es gibt zwei Varietäten:[14]
  - Erigeron morrisonensis var. fukuyamae (Kitam.) Kitam. (Syn.: Erigeron fukuyamae Kitam.): Dieser Endemit gedeiht in Gebirgsregion in Höhenlagen von 1500 bis 3400 Metern nur in Taiwan.[14]
  - Erigeron morrisonensis Hayata var. morrisonensis: Dieser Endemit gedeiht in Hochgebirgsregionen in Höhenlagen von 3400 bis 3900 Metern nur in Taiwan.[14]
- Erigeron moupinensis Franch.
- Erigeron muirii A.Gray: Sie kommt in Yukon und in Alaska vor.[5]
- Erigeron multiceps Greene: Sie kommt in Kalifornien, Nevada und in Baja California vor.[5]
- Erigeron multifolius Hand.-Mazz.
- Erigeron myosotis Pers.
- Erigeron nabidshonii Kamelin
- Erigeron nacoriensis G.L.Nesom
- Erigeron nannogeron Rech. f.
- Erigeron nanus Nutt.: Sie kommt in Idaho, Nevada, Utah und Wyoming vor.[5]
- Erigeron narcissus G.L.Nesom
- Erigeron naudinii (Bonnet) Humbert
- Erigeron nauseosus (M.E.Jones) A.Nelson: Sie kommt in Nevada und in Utah in Höhenlagen von 1600 bis 3500 Metern vor.[5]
- Verkanntes Berufkraut (Erigeron neglectus Kerner): Es kommt nur in den Alpen von Frankreich, Deutschland, der Schweiz, Italien und Österreich vor[13]
- Erigeron nematophyllus Rydb.: Sie kommt in Colorado, Wyoming und Utah in Höhen von 1700 bis 2900 Metern vor.[5]
- Erigeron neocaledonicus S.Moore
- Erigeron neomexicanus A.Gray: Sie kommt in Arizona, New Mexico und im Mexiko vor.[5]
- Erigeron nervosus Willd.
- Erigeron nitidus S.J.Forbes
- Erigeron nivalis Nutt.: Sie kommt in Alaska, im westlichen Kanada und in den westlichen Vereinigten Staaten vor.[5]
- Erigeron oaxacanus Greenm.
- Erigeron ochroleucus Nutt.: Sie kommt in Alaska, Alberta, British Columbia, Nebraska, Montana, Wyoming und South Dakota vor.[5]
- Erigeron ocoensis Urb. & Ekman
- Erigeron olympicus Schott & Kotschy: Sie kommt in der Türkei vor.[13]
- Erigeron onofrensis G.L.Nesom
- Erigeron oreades (Schrenk) Fisch. & C.A.Mey.
- Erigeron oreganus A.Gray: Sie kommt in Oregon und in Washington vor.[5]
- Erigeron oreophilus Greenm.: Sie kommt in Arizona, New Mexico und in Mexiko vor.[5]
- Erigeron othonnifolius Hook. & Arn.
- Erigeron ovinus Cronquist: Sie kommt nur in Nevada vor.[5]
- Erigeron oxyodontus Lunell
- Erigeron oxyphyllus Greene: Sie kommt in Arizona, Kalifornien und im mexikanischen Bundesstaat Sonora vor.[5]
- Erigeron pacayensis Greenm.
- Erigeron pallens Cronquist: Sie kommt in British Columbia und in Alberta vor.[5]
- Erigeron pallidus Popov
- Erigeron palmeri A.Gray
- Erigeron paludicola S.J.Forbes
- Erigeron pamiricus Botsch. & Kochk.
- Erigeron panduratus C.C.Chang
- Erigeron paolii Gamisans: Sie kommt nur auf Korsika vor.[13]
- Erigeron pappocromus Labill.
- Erigeron parishii A.Gray: Sie kommt nur in Kalifornien vor.[5]
- Erigeron parryi Canby & Rose: Sie kommt in Montana und in Wyoming vor.[5]
- Erigeron patagonicus Phil.
- Erigeron pattersonii G.L.Nesom
- Erigeron paucilobus Urb.
- Erigeron pauper Benoist
- Erigeron pazensis Sch.Bip. ex Rusby
- Erigeron peregrinus (Banks ex Pursh) Greene: Sie kommt in 2 Varietäten im nordwestlichen Nordamerika vor.[5]
- Erigeron petiolaris Vierh.
- Erigeron petroiketes Rech. f.
- Erigeron petrophilus Greene: Sie kommt in 3 Varietäten in Kalifornien vor.[5]
- Erigeron philadelphicus L.: Sie kommt in 3 Varietäten in Nordamerika vor.[5]
- Erigeron pinkavii B.L.Turner
- Erigeron pinnatisectus (A.Gray) A.Nelson: Sie kommt in Colorado, New Mexico und in Wyoming in Höhen von 2700 bis 4000 Metern vor.[5]
- Erigeron piperianus Cronquist: Sie kommt nur in Washington vor.[5]
- Erigeron piscaticus G.L.Nesom: Sie kommt nur in Arizona vor.[5]
- Erigeron plesiogeron Rech. f.
- Erigeron podophyllus G.L.Nesom
- Erigeron poliospermus A.Gray: Sie kommt in 3 Varietäten im nordwestlichen Nordamerika vor.[5]
- Erigeron polycephalus (Larsen) G.L.Nesom
- Erigeron polycladus Urb.
- Erigeron poncinsii (Franch.) Botsch.
- Erigeron popovii Botsch.
- Erigeron porphyrolepis Ling & Y.L.Chen
- Erigeron porsildii G.L.Nesom & D.F.Murray: Sie kommt in Alaska und in Kanada vor.[5]
- Erigeron potosinus Standl.
- Erigeron primulifolium (Lam.) Greuter
- Erigeron pringlei A.Gray: Sie kommt nur in Arizona vor.[5]
- Erigeron procumbens (Houst. ex Mill.) G.L.Nesom: Sie kommt in Louisiana, Texas und in Mexiko vor.[5]
- Erigeron pseuderigeron (Bunge) Popov ex Novopokr.
- Erigeron pseuderiocephalus Popov
- Erigeron pseudoeriocephalus M.Pop.
- Erigeron pseudohyrcanicus Grierson ex R.R.Stewart
- Erigeron pseudoseravschanicus Botsch.
- Erigeron psilocaulis Urb.
- Erigeron pubescens Kunth
- Erigeron pulchellus Michx.: Sie kommt in 3 Varietäten in Nordamerika vor.[5]
- Erigeron pulcher Phil.
- Erigeron pulcherrimus A.Heller: Sie kommt in Arizona, Colorado, New Mexico, Utah und Wyoming vor.[5]
- Erigeron pumilus Nutt.: Sie kommt in 2 Varietäten im westlichen Nordamerika vor.[5]
- Erigeron punjabensis T.Akhtar & M.N.Chaudhri
- Erigeron purpurascens Ling & Y.L.Chen
- Erigeron purpuratus Greene: Sie kommt in Alaska und in Yukon vor.[5]
- Erigeron pygmaeus (A.Gray) Greene: Sie kommt in Kalifornien und in Nevada in Höhen von 2900 bis 4100 Metern vor.[5]
- Erigeron pyrami Botsch.
- Erigeron quercifolius Lam.: Sie kommt in Florida, Georgia, North Carolina, South Carolina, Virginia und auf den Bahamas vor.[5]
- Erigeron quiexobrensis G.L.Nesom
- Erigeron radicatus Hook.: Sie kommt in Kanada und in den westlichen Vereinigten Staaten vor.[5]
- Erigeron raphaelis Cuatrec.
- Erigeron reductus (Cronquist) G.L.Nesom: Sie kommt in 2 Varietäten in Kalifornien vor.[5]
- Erigeron reinanus G.L.Nesom
- Erigeron religiosus Cronquist: Sie kommt in Arizona und in Utah in Höhen von 1100 bis 2300 Metern vor.[5]
- Erigeron rhizomatus Cronquist: Sie kommt in Arizona und in New Mexico in Höhen von 2000 bis 2200 Metern vor.[5]
- Erigeron robustior (Cronquist) G.L.Nesom: Sie kommt nur in Kalifornien vor.[5]
- Erigeron rosulatus Wedd.
- Erigeron roylei DC.
- Erigeron rufescens Link ex Steud.
- Erigeron rupicola Phil.
- Erigeron rybius G.L.Nesom: Sie gedeiht in Höhenlagen von 1800 bis 2800, selten bis zu 3300 Metern nur in New Mexico.[5]
- Erigeron rydbergii Cronquist: Sie gedeiht an offenen subalpinen bis alpinen Hängen in Höhenlagen von 2000 bis 3200 Metern in den US-Bundesstaaten Idaho, Montana sowie Wyoming.[5]
- Erigeron sachalinensis Botsch.
- Erigeron salishii G.W.Douglas & Packer: Sie gedeiht in Höhenlagen von 1500 bis 2150 Metern im westlichen Nordamerika in British Colombia sowie Washington.[5]
- Erigeron salmonensis Brunsfeld & G.L.Nesom: Sie wurde 1989 erstbeschrieben. Sie ist nur vom Salmon River Canyon in Idaho bekannt und gedeiht nur an steilen Nordwänden in einer Höhenlage von 1000 bis 1200 Metern.[5]
- Erigeron salsuginosus (Richardson ex R.Br.) A.Gray
- Erigeron sanctarum S.Watson: Sie gedeiht in Höhenlagen von 50 bis 400 Metern in Kalifornien.[5]
- Erigeron saxatilis G.L.Nesom: Dieser Endemit gedeiht nur in Canyons über dem Mogollon Rim in Höhenlagen von 1300 bis 2600 Metern in Arizona.[5]
- Erigeron scaposus DC.
- Erigeron sceptrifer G.L.Nesom: Diese gefährdete Art gedeiht in Höhenlagen von 1300 bis 2100 Metern von Arizona bis zu den mexikanischen Bundesstaaten Chihuahua sowie Sonora.[5]
- Erigeron schalbusi Vierh.: Sie kommt im Kaukasusraum vor.[13]
- Erigeron schikotanensis Barkalov
- Felsen-Berufkraut (Erigeron schleicheri Gremli, Syn.: Erigeron gaudinii Brügger): Es kommt nur in den Alpen von Frankreich, Deutschland, in der Schweiz sowie Österreich und Deutschland im Schwarzwald vor.[13]
- Erigeron schmalhausenii Popov
- Erigeron schnackii Solbrig
- Erigeron scoparioides G.L.Nesom
- Erigeron scopulinus G.L.Nesom & V.D.Roth: Sie gedeiht nur in Gebieten über Porphyr oder Rhyolith in Höhenlagen von 2000 bis 2900 Metern in Arizona sowie New Mexico.[5]
- Erigeron seemannii (Sch.Bip. ex Sch.Bip.) Greene
- Erigeron semibarbatus DC.
- Erigeron seravschanicus Popov
- Erigeron serpentinus G.L.Nesom: Diese gefährdete Art gedeiht nur in Strauchvegetation über Serpentinit in Höhenlagen von 400 bis 600 Metern in Kalifornien.[5]
- Erigeron setosus (Benth.) M.Gray
- Erigeron silenifolius (Turcz. ex Turcz.) Botsch.
- Erigeron sionis Cronquist: Es gibt zwei Varietäten:[5]
  - Erigeron sionis Cronquist var. sionis: Diese gefährdete Varietät gedeiht in Höhenlagen von 1200 bis 2300 Metern in Utah.[5]
  - Erigeron sionis var. trilobatus (Maguire ex Cronquist) S.L.Welsh (Syn.: Erigeron flagellaris var. trilobatus Maguire ex Cronquist, Erigeron proselyticus G.L.Nesom): Diese gefährdete Varietät gedeiht in Höhenlagen von 2200 bis 3100 Metern in Utah.[5]
- Erigeron sivinskii G.L.Nesom: Diese gefährdete Art gedeiht in Höhenlagen von 1700 bis 2300 Metern in Arizona sowie New Mexico.[5]
- Erigeron socorrensis Brandegee
- Erigeron sogdianus Popov
- Erigeron songoricus Y.Wei & C.H.An
- Erigeron sparsiflorus Eastw.
- Erigeron sparsifolius Eastw. (Syn.: Erigeron utahensis var. sparsifolius (Eastw.) Cronq., Erigeron vivax (A.Nelson) Rydb.): Sie gedeiht in Höhenlagen von 1100 bis 1700 Metern in den westlichen US-Bundesstaaten Arizona, Colorado sowie Utah.[5]
- Erigeron speciosus (Lindl.) DC. (Syn.: Erigeron conspicuus Rydb., Erigeron macranthus Nutt., Erigeron speciosus var. conspicuus (Rydb.) Breitung, Erigeron speciosus var. macranthus (Nutt.) Cronq., Erigeron subtrinervis subsp. conspicuus (Rydb.) Cronq., Erigeron subtrinervis var. conspicuus (Rydb.) Cronq.): Sie ist im westlichen Nordamerika von Kanada über die USA bis zum mexikanischen Baja California weitverbreitet.[5]
- Erigeron stanfordii I.M.Johnst. ex G.L.Nesom
- Erigeron stellatus (Hook. f.) W.M.Curtis
- Erigeron strictus DC.
- Erigeron strigosus Muhl. ex Willd.: Es gibt vier Varietäten:[5]
  - Erigeron strigosus var. septentrionalis (Fernald & Wiegand) Fernald (Syn.: Erigeron ramosus var. septentrionalis Fernald & Wiegand, Erigeron annuus subsp. septentrionalis (Fernald & Wiegand) Wagenitz): Sie gedeiht in Höhenlagen von 20 bis 1000 Metern weitverbreitet in Nordamerika.[5] Sie ist beispielsweise in Europa ein Neophyt.[5]
  - Erigeron strigosus Muhl. ex Willd. var. strigosus (Syn.: Erigeron ramosus (Walter) Britton, Sterns & Poggenburg, Erigeron ramosus var. beyrichii (Fischer & C.A.Meyer) Trelease, Erigeron strigosus var. beyrichii (Fischer & C.A.Meyer) Torrey & A.Gray, Erigeron strigosus var. discoideus Robbins, Erigeron strigosus var. eligulatus Cronq., Erigeron traversii Shinners): Sie gedeiht in Höhenlagen von 0 bis 1500 Metern weitverbreitet in Nordamerika.[5]
  - Erigeron strigosus var. dolomiticola J.R.Allison: Sie wurde 2001 erstbeschrieben. Diese gefährdete Art gedeiht auf Waldwiesen über Dolomitgestein in Höhenlagen von 20 bis 50 Metern nur in Alabama.[5]
  - Erigeron strigosus var. calcicola J.R.Allison: Sie wurde 2001 erstbeschrieben. Sie gedeiht auf Waldwiesen über Kalkgestein in Höhenlagen von 100 bis 200 Metern in den US-Bundesstaaten Alabama, Georgia sowie Tennessee.[5]
- Erigeron strigulosus Greene
- Erigeron subacaulis (McVaugh) G.L.Nesom
- Erigeron subalpinus Urb.
- Erigeron subdecurrens Sch.Bip. ex A.Gray
- Erigeron subglaber Cronquist: Diese gefährdete Art gedeiht auf offenen felsigen Wiesen und auf hochgelegenen Graten sowie Gipfeln in Höhenlagen von 3000 bis 3500 Metern nur in New Mexico.[5]
- Erigeron sublyratus Roxb. ex DC.
- Erigeron subspicatus Benth. ex Benth.
- Erigeron subtrinervis Rydb. ex Porter & Britton (Syn.: Erigeron glabellus var. mollis A.Gray non Erigeron mollis D.Don, Erigeron speciosus var. mollis (A.Gray) S.L.Welsh): Sie gedeiht in Höhenlagen von 1800 bis 3000, selten bis zu 3500 Metern in den US-Bundesstaaten Colorado, Idaho, Montana, Nebraska, New Mexico, North Dakota, South Dakota, Utah sowie Wyoming.[5]
- Erigeron sumatrensis Retz.
- Erigeron supplex A.Gray: Diese gefährdete Art gedeiht in Küstengebieten, an Steilufern und auf Wiesen in Höhenlagen von etwa 50 Metern nur in Kalifornien.[5]
- Erigeron swatensis Grierson ex R.R.Stewart
- Erigeron sylvaticus Phil.
- Erigeron taipeiensis Ling & Y.L.Chen
- Erigeron talyschensis Tzvelev: Sie kommt in Aserbaidschan vor.[13]
- Erigeron tasmanicus (Hook. f.) Hook. f.
- Erigeron taylorii Britton & P.Wilson
- Erigeron tenellus DC.: Sie gedeiht in Höhenlagen von 0 bis 50 Metern im US-Bundesstaat Texas und in den mexikanischen Bundesstaaten Nuevo León sowie Tamaulipas.[5]
- Erigeron tener (A.Gray) A.Gray: Sie gedeiht in Höhenlagen von 1700 bis 3200, selten bis zu 3400 Metern in den US-Bundesstaaten Arizona, Kalifornien, Idaho, Montana, Nevada, Oregon, Utah sowie Wyoming.[5]
- Erigeron tenuicaulis Ling & Y.L.Chen
- Erigeron tenuis Torr. & A.Gray: Sie gedeiht in Höhenlagen von 10 bis 200 Metern in den US-Bundesstaaten Alabama, Arkansas, Florida, Kansas, Louisiana, Mississippi, Missouri, Oklahoma sowie Texas.[5]
- Erigeron tephropodus G.L.Nesom
- Erigeron thrincioides Griseb.
- Erigeron thunbergii A.Gray
- Erigeron tianschanicus Botsch.
- Erigeron trachseli Dalla Torre
- Erigeron tracyi Greene (Syn.: Erigeron cinereus A.Gray non Hooker & Arnott, Erigeron colomexicanus A.Nelson, Erigeron commixtus Greene, Erigeron divergens var. cinereus A.Gray): Sie gedeiht in Höhenlagen von 700 bis 2300, selten bis zu 2400 Metern in den US-Bundesstaaten Arizona, Colorado, Kansas, Nevada, New Mexico, Oklahoma, Texas sowie Utah und in den mexikanischen Bundesstaaten Baja California, Chihuahua, Coahuila, Durango, Sonora sowie Zacatecas.[5]
- Erigeron trifidus Hook.: Sie gedeiht in Höhenlagen von 2600 bis 3400 Metern in den kanadischen Provinzen Alberta sowie British Columbia.[5]
- Erigeron trigonus S.J.Forbes & D.I.Morris
- Erigeron trilobus (Decne.) Boiss.
- Erigeron trimorphopsis Botsch.
- Erigeron tripartitus S.F.Blake
- Erigeron tuerckheimii Urb.
- Erigeron turczaninowii Wedd.
- Erigeron turnerorum G.L.Nesom
- Erigeron tweedyi Canby: Sie gedeiht in Höhenlagen von selten 1300 bis, meist 1600 bis 3000 Metern in den US-Bundesstaaten Idaho, Montana sowie Wyoming.[5]
- Erigeron uintahensis Cronquist: Sie gedeiht in Höhenlagen von 2000 bis 3400 Metern in den US-Bundesstaaten Colorado, Utah sowie Wyoming.[5]
- Erigeron uliginosus Benth.
- Erigeron umbrosus (Kar. & Kir.) Boiss.
- Erigeron uncialis S.F.Blake: Es gibt zwei Varietäten in den westlichen USA:[5]
  - Erigeron uncialis var. conjugans S.F.Blake (Syn.: Erigeron uncialis subsp. conjugans (S.F.Blake) Cronquist): Sie gedeiht in Höhenlagen von 2200 bis 2800 Metern in Nevada.[5]
  - Erigeron uncialis S.F.Blake var. uncialis: Sie gedeiht in Höhenlagen von 1900 bis 2600 Metern in Kalifornien.[5]
- Erigeron unguiphyllus G.L.Nesom
- Einköpfiges Berufkraut (Erigeron uniflorus L.): Es ist zirkumboreal in Kanada, Alaska, Grönland, Europa, Westasien und im Kaukasusraum verbreitet.[12] Es gibt zwei oder drei Varietäten, beispielsweise:[5]
  - Erigeron uniflorus var. eriocephalus (J.Vahl) B.Boivin (Syn.: Erigeron eriocephalus J.Vahl, Erigeron unalaschkensis var. eriocephalus (J.Vahl) A.E.Porsild, Erigeron uniflorus subsp. eriocephalus (J.Vahl) Cronquist): Sie kommt von Nordeuropa über den europäischen Teil Russlands und Sibirien, Grönland bis Alaska und Kanada vor.[5]
  - Erigeron uniflorus L. var. uniflorus
- Erigeron untermannii S.L.Welsh & Goodrich (Syn.: Erigeron carringtoniae S.L.Welsh): Sie gedeiht in Höhenlagen von 2400 bis 2100 Metern in Utah.[5]
- Erigeron untermanniorum S.L.Welsh
- Erigeron ursinus D.C.Eaton (Syn.: Erigeron ursinus var. meyerae S.L.Welsh): Sie gedeiht in Höhenlagen von 2400 bis 3100, selten bis zu 3700 Metern in den US-Bundesstaaten Arizona, Colorado, Idaho, Montana, Nevada, New Mexico, Utah sowie Wyoming.[5]
- Erigeron utahensis A.Gray (Syn.: Erigeron stenophyllus A.Gray non Hooker & Arnott, Erigeron utahensis var. tetrapleuris (A.Gray) Cronq.): Sie gedeiht in Höhenlagen von 800 bis 2100, selten bis zu 2500 Metern in den US-Bundesstaaten Arizona, Kalifornien, Colorado, New Mexico sowie Utah.[5]
- Erigeron vagus Payson: Sie gedeiht in Höhenlagen von 2400 bis 4400 Metern in den US-Bundesstaaten Kalifornien, Colorado, Nevada, Oregon sowie Utah.[5]
- Erigeron variifolius S.F.Blake
- Erigeron vegaensis Urb.
- Erigeron velutipes Hook. & Arn. (Syn.: Erigeron alamosanus Rose): Sie gedeiht in Mexiko in Höhenlagen von 400 bis 2600 Metern. Sie ist darüber hinaus nur von einem Fundort in einer Höhenlage von 1300 bis 1400 Metern im südlichen Arizona bekannt.[5]
- Erigeron veracruzensis G.L.Nesom
- Erigeron vernus (L.) Torr. & A.Gray: Sie gedeiht in Höhenlagen von 0 bis 50 Metern in den östlichen US-Bundesstaaten Alabama, Florida, Georgia, Louisiana, Mississippi, North Carolina, South Carolina sowie Virginia.[5]
- Erigeron versicolor (Greenm.) G.L.Nesom (Syn.: Erigeron geiseri var. calcicola Shinners, Erigeron gilensis Wooton & Standley, Erigeron mimegletes Shinners): Sie gedeiht in Höhenlagen von 100 bis 400 Metern (in Arizona in 2600 bis 2900 Metern) in den US-Bundesstaaten Arizona, New Mexico sowie Texas und in Mexiko.[5]
- Erigeron vetensis Rydb. (Syn.: Erigeron glandulosus Porter, Erigeron porteri S.F.Blake): Sie gedeiht in Höhenlagen von in den Rocky Mountains selten 1700 bis meist 2300 bis zu 3300 Metern in den US-Bundesstaaten Colorado, Nebraska, New Mexico sowie Wyoming.[5]
- Erigeron vicarius Botsch.
- Erigeron vichrenensis Pawł.
- Erigeron vicinus G.L.Nesom: Sie gedeiht in Höhenlagen von 1600 bis 2500 Metern im US-Bundesstaat Texas und im mexikanischen Bundesstaat Coahuila.[5]
- Erigeron violaceus Popov
- Erigeron vreelandii Greene (Syn.: Erigeron patens Greene, Erigeron platyphyllus Greene, Erigeron rudis Wooton & Standley): Sie gedeiht in Höhenlagen von selten 1300 bis meist 1800 bis zu 3100 Metern von den US-Bundesstaaten Arizona, Colorado, New Mexico bis zum mexikanischen Bundesstaat Sonora.[5]
- Erigeron watsonii (A.Gray) Cronquist: Sie gedeiht an steinigen oder felsigen Hängen, auf Berggraten etc. in Höhenlagen von 2400 bis 3300 Metern in den US-Bundesstaaten Idaho, Nevada sowie Utah.[5]
- Erigeron wellsii G.L.Nesom
- Erigeron wightii DC.
- Erigeron wilkenii O’Kane: Sie wurde 1990 aus Colorado erstbeschrieben. Dieser Endemit ist nur vom Pool Canyon im Dinosaur National Monument bekannt. Er gedeiht in Höhenlagen von 1500 bis 2300 Metern.[5]
- Erigeron wislizeni (A.Gray) Greene
- Erigeron yukonensis Rydb.: Sie gedeiht an felsigen Standorten und auf Wiesen nahe der Baumgrenze und darüber in Höhenlagen von 2800 bis 3200 Metern im nördlichen Nordamerika in den Nordwest-Territorien in Nunavut sowie Yukon und in Alaska.[5]
- Erigeron zacatensis G.L.Nesom
- Erigeron zederbaueri Vierh.: Sie kommt in der Türkei vor.[13]
- Erigeron zosonius H.S.Pak

Die Gattung Erigeron wird nach Nesom 2008 in folgende 35 oder 38 Sektionen gegliedert:
Sektion Erigeron sect. Arenarioides (Rydb.) Nesom
Sektion Erigeron sect. Asterigeron Rydb.
Sektion Erigeron sect. Cincinnactis Nesom
Sektion Erigeron sect. Disparipili Nesom
Sektion Erigeron sect. Erigeron
Sektion Erigeron sect. Erigeridium Torr. & A.Gray
Sektion Erigeron sect. Filifolii (Rydb.) Nesom
Sektion Erigeron sect. Fruticosus G.Don
Sektion Erigeron sect. Geniculactis Nesom
Sektion Erigeron sect. Geronpternix Nesom & Noyes
Sektion Erigeron sect. Gyrifolium Nesom
Sektion Erigeron sect. Imbarba Nesom
Sektion Erigeron sect. Karvinskia Nesom
Sektion Erigeron sect. Lamprocaules Nesom
Sektion Erigeron sect. Lonchophylli Nesom
Sektion Erigeron sect. Meridionales Nesom & N.Andrus
Sektion Erigeron sect. Microcephalum Nesom
Sektion Erigeron sect. Osteocaulis Nesom
Sektion Erigeron sect. Pauciflori G.Don
Sektion Erigeron sect. Phalacroloma (Cass.) Torr. & A.Gray
Sektion Erigeron sect. Polyactis (Less.) Nesom
Sektion Erigeron sect. Pseuderigeron Torr. & A. Gray
Sektion Erigeron sect. Quercifolium Nesom
Sektion Erigeron sect. Radicati (Rydb.) Nesom
Sektion Erigeron sect. Rhizonexus Nesom
Sektion Erigeron sect. Scopulincola Nesom
Sektion Erigeron sect. Stenactis Torr. & A.Gray
Sektion Erigeron sect. Terranea (Colla) Nesom
Sektion Erigeron sect. Tridactylia Nutt.
Sektion Erigeron sect. Trimorpha (Cass.) DC.
Sektion Erigeron sect. Wyomingia (A.Nelson) Cronquist
falls Caenotus nicht als eigene Gattung anerkannt ist, ist es Sektion Erigeron sect. Caenotus Nutt.
falls Conyza nicht als eigene Gattung anerkannt ist, ist es Sektion Erigeron sect. Conyza (Less.) Baill.
falls Leptostelma nicht als eigene Gattung anerkannt ist, ist es Sektion Erigeron sect. Leptostelma (D.Don) Benth. & Hook.

## Trivialnamen
Trivialnamen in verschiedenen Sprachen sind:
- Chinesisch: 飞蓬属 Fei peng shun
- Englisch: Fleabane
- Französisch: Vergerettes
- Arabisch: يربا
- Aserbaidschan: Xırdaləçək
- Dänisch: Bakkestjerne
- Estnisch: Õnnehein
- Finnisch: Kallioiset
- Japanisch: ムカシヨモギ属
- Koreanisch: 개망초속
- Lettisch: Šiušelė
- Niederländisch: Fijnstraal
- Norwegisch: Bakkestjerneslekta
- Polnisch: Przymiotno
- Schwedisch: Binkasläktet
- Türkisch: Şifa otu
- Ukrainisch: Пушняк

## Quelle
- Guy L. Nesom: Erigeron. – textgleich online wie gedrucktes Werk. In: Flora of North America Editorial Committee (Hrsg.): Flora of North America North of Mexico. Volume 20: Magnoliophyta: Asteridae, part 7: Asteraceae, part 2 (Astereae, Senecioneae). Oxford University Press, New York / Oxford u. a. 2006, ISBN 0-19-530564-7, S. 256 (englisch)., (Abschnitte Beschreibung, Verbreitung und Systematik)
- Yilin Chen, Luc Brouillet: Erigeron Linnaeus., S. 634 – textgleich online wie gedrucktes Werk, In: Wu Zheng-yi, Peter H. Raven, Deyuan Hong (Hrsg.): Flora of China. Volume 20–21: Asteraceae, Science Press und Missouri Botanical Garden Press, Beijing und St. Louis 2011, ISBN 978-1-935641-07-0. (Abschnitte Beschreibung, Verbreitung und Systematik)
- Guy L. Nesom: Classification of subtribe Conyzinae (Asteraceae: Astereae). In: Lundellia, Volume 11, 2008 S. 8–38. Volltext-PDF.
- G. Halliday: Erigeron L. In: Thomas Gaskell Tutin et al.: Flora Europaea. Band 4, Seite 116–120. Cambridge University Press 1976, ISBN 0-521-08717-1.

## Ergänzende Literatur
- Guy L. Nesom, John F. Pruski: Resurrected species of Erigeron (Asteraceae: Astereae) from Central America. In: Phytoneuron, Volume 36, 2011, S. 1–10. PDF.
- Karl Friedrich Reiche: Flora de Chile, Volume 3, Santiago de Chile, 1902, 18. Erigeron. — L., S. 344–345. PDF, eingescannt bei biodiversitylibrary.org.

- Karte mit allen verlinkten Seiten:
- OSM |
- WikiMap